# Hasorea
HaSoreʿa (hebräisch הַזּוֹרֵעַ HaSōreʿa, deutsch ‚der Sämann‘, englisch HaZoreʿa) ist ein Kibbuz im Regionalverband Megiddo des Nordbezirk Israels. Der Kibbuz liegt am westlichen Rand der Ebene Jesreʿel und ist etwa 22 km von der Hafenstadt Haifa entfernt. Gleich nördlich entstand ab den 1950er Jahren Jokne’am als israelische Entwicklungsstadt.

## Geschichte
Auf der Webseite des Kibbuz HaSoreʿa wird noch heute auf dessen besondere Geschichte und auf seine Verankerung in der deutsch-jüdischen Jugendorganisation der Werkleute (Bund jüdische Jugend) hingewiesen. Die Vorbereitungen zur Gründung begannen schon kurz nach der Machtergreifung mit einer Geldsammlung für den Landerwerb in Palästina und den Vorbereitungen auf das Kibbuzleben im Rahmen einer Hachschara. Die Geldsammlung erbrachte 50.000 Pfund Sterling, die später dem Jüdischen Nationalfonds halfen, den Landerwerb zu finanzieren.

### Von den Anfängen bis zum Ende des Zweiten Weltkriegs
Noch 1933 trafen bereits die ersten Werkleute in Palästina ein und begannen mit einer landwirtschaftlichen Ausbildung in den schon existierenden Kibbuzim Giv'at Chaim und Mischmar Ha'emek. 1934 gründeten sie in Chadera eine Gesellschaft für gemeinschaftliche Ansiedlung, der sich nach und nach die neu eintreffenden Werkleute anschlossen. 1936 bestand die Gruppe aus etwa 70 Personen.
Der Jüdische Nationalfonds hatte bei Jokne’am südlich des Karmelgebirges 3.236 Dunam Land erworben, auf dem sich im Dezember 1935 35 Werkleute niederließen (der Rest der Gruppe hatte sich für andere Kibbuzim entschieden) und dort im April 1936 HaSoreʿa gründeten. Die Wahl dieses Namens stellte nach Schaul Genossar keinen Bezug zur landwirtschaftlichen Arbeit her, sondern hatte symbolischen Charakter. Der Sämann, wie HaSoreʿa auf Deutsch heißt, sollte deutlich machen, „daß wir der Vortrupp des deutschen Judentums waren, das Deutschland verlassen mußte und nach Palästina übersiedelte. Wir sind die ersten, die säen, um nachher die Saat zu ernten, die es den Juden, die nach uns aus Deutschland kommen, ermöglicht, sich hier zu verwurzeln.“
Die Gründer konnten damals bei weitem nicht über die gesamte vom Nationalfonds erworbene Fläche verfügen, da die arabische Bevölkerung nur schleppend die Gegend verließ. In manchen Quellen ist von anfangs nur 70 Dunam die Rede, die ersten Siedler sprechen von einem Landstück von 200 Meter Länge und 60 Meter Breite (12.000 m² = 12 Dunam); Laqueur erwähnt 1.400 Dunam, die als Nutzfläche zur Verfügung gestanden hätten, wobei nicht klar ist, auf welches Jahr er sich bezieht. Auf der Homepage des Kibbuz HaSoreʿa heißt es in dem Zusammenhang, dass die Kibbuz-Mitglieder jahrelang warten mussten, bis das gesamte Land verfügbar war und erst nach dem Unabhängigkeitskrieg mit der Flucht beziehungsweise Umsiedlung der Bewohner zweier arabischer Siedlungen eine endgültige Lösung gefunden worden sei. Diese nicht Verfügbarkeit des Landes hatte aber auch einen bis heute nachwirkenden positiven Nebeneffekt: HaSoreʿa befindet sich heute in direkter Nachbarschaft von einem dichten grünen Wald. Dieser wurde zusammen mit dem gesamten Waldgebiet entlang der Kämme des Carmel-Gebirges von Mitgliedern von HaSoreʿa und anderen Kibbuzim gepflanzt, die für den Jüdischen Nationalfonds arbeiteten, während sie noch daran gehindert waren, das ihnen zugewiesene Land zu bearbeiten.
Die ersten Siedler „waren ausgestattet mit eigenem LKW und Traktor zum Tiefpflügen und bezogen zunächst einen ehemaligen Han (ein Gasthaus für Karawanen).“ Sie begannen mit Getreideanbau und Schafszucht und errichteten als erstes Gebäude eine Tischlerei. Ein Teil der Kibbuzmitglieder musste sich Arbeit im Hafen von Haifa suchen, etliche Frauen arbeiteten in wohlhabenderen Haushalten. Über diese schwierige Anfangszeit schrieb Walter Laqueur, der 1939 nach HaSoreʿa kam:

„Ein Iahr lang lebten sie in einem alten, heruntergekommenen arabischen Gebäude, einer Karawanserei, dann bauten sie Zelte und Blockhäuser auf, säten Weizen auf einem kleinen Stück Land und kauften eine Schafherde. Die meisten der frischgebackenen Schafhirten hatten an deutschen Universitäten promoviert, und der Kibbuz machte Verluste bei dem Geschäft. Zwar gehörten Schafe zum traditionellen Bild einer landwirtschaftlichen Siedlung, doch ihre Rolle in der modernen Landwirtschaft war problematisch. Etwas mehr Erfolg war dem Kibbuz mit der Anschaffung einer Rinderherde beschieden, doch blieb die Landwirtschaft ein Problem, denn sie verfügten nicht über genügend Land, und was sie hatten, war in dreißig winzige Parzellen zwischen Feldern aufgeteilt, die den umliegenden arabischen Dorfern gehörten. Die arabischen Kühe von den Kibbuz-Feldern fernzuhalten wurde zu einem großen und zeitraubenden Problem. Sie begingen sämtliche Fehler der frühen Kibbuzim, indem sie versuchten, alles selbst herzustellen, ihr eigenes Brot zu backen, ihre Schuhe selbst zu machen. Das war zwar rührend, aber wenig produktiv.“

Der Zuzug weiterer Werkleute aus Deutschland überforderte das für etwa 80 Personen konzipierte HaSoreʿa, weshalb bereits im Februar 1937 jüngere Mitglieder von hier zusammen mit einer Jugendgruppe aus dem Kinder- und Jugenddorf Ben Shemen in das weiter südlich gelegene Gan Jawne zog, wo Zitrusfrüchte angebaut wurden. Die emotionale Bindung an die Gemeinschaft der Werkleute veranlasste jedoch einen Teil dieser Umsiedler zu einer baldigen Rückkehr nach HaSoreʿa.
Die schwierige Ausgangslage änderte sich in den nächsten Jahren nicht wesentlich, wie sich Laqueur an seine erste Ankunft in HaSoreʿa im Frühjahr 1939 erinnerte. Krankheiten wie Malaria und Typhus waren lange ein Problem, allmählich stellten sich auch mentale Probleme ein.

„Die jungen Pioniere fühlten sich sehr isoliert. Die Verbindung nach Deutschland und der ideelle Einfluß der früheren Führerschaft der Werkleute wurde immer schwächer, und man näherte sich politisch — auch infolge der räumlichen Nähe — dem Nachbarkibbuz Mischmar haʿEmeq mit seinem charismatischen Führer Jakob Chasan an. Die Kibbuzniks von Mischmar haʿEmeq waren Mitglieder der aus Osteuropa stammenden Jugendbewegung des HaSchomer haZaʿir (hebr.: der junge Wächter) die ursprünglich auch von Buber beeinflußt war und ebenso wie die Werkleute der Psychoanalyse zuneigte. Mischmar Ha’emek gehörte politisch dem linken Flügel der jüdischen Arbeiterbewegung an, einer Art SAP in Palästina mit pazifistischer Orientierung. Die in der gesamten jüdischen Welt verbreitete Jugendbewegung HaSchomer haZaʿir legte den Grund für heute über achtzig Kibbuzim der ›Kibbuz Artzi‹-Bewegung. In mehr als zehn dieser Kibbuzim leben ehemalige Werkleute, hauptsächlich ehemalige Angehörige von Jugendgruppen, die durch die Aktivität von in Deutschland zurückgebliebenen Mitgliedern der Jugendbünde vor dem Holocaust gerettet wurden.“

Auch HaSoreʿa schloss sich der Artzi-Bewegung an, und Michaelis sieht darin „einen Sieg der sozialistischen Richtung über den Idealismus der Jugendbewegung sowie den endgültigen Bruch mit Martin Buber und der Pflege religiöser Bräuche“. Laqueur, der Anfang 1942 zum zweiten Mal nach HaSoreʿa kam, beschreibt diese Veränderungen so: „Die alte Elite, die Führer der Jugendbewegung, war durch neue Männer und Frauen einer stärker praktischen Geisteshaltung abgelöst worden, mehr Macher als Denker und Redner.“ Und er benennt ein weiteres Problem: Frauen nahmen weniger aktiv am Kibbuzleben teil, befanden sich selten in wichtigen Positionen. Daran hatte sich auch in den 1980er Jahren, vierzig Jahre später, noch kaum was geändert, wie Michaeli ausführt.

„Die Idee der Gleichberechtigung der Frau ist weit von ihrer tatsächlichen Realisierung entfernt. Zum Beispiel hat Hasorea im Laufe der Jahre dreißig ›Sekretäre‹ (die wichtigste Exekutivfunktion im Kibbuz), aber nur vier ›Sekretärinnen‹. Auch in anderen leitenden Funktionen (Schatzmeister, Wirtschaftsleiter) hat Hasorea selten eine Frau gehabt. Jetzt erst ist eine Frau zur ersten Einkäuferin gewählt worden. Nur in den traditionell weiblichen Bereichen wie Küche, Bekleidung, Erziehung und in den Ausschüssen übten und üben Frauen auch leitende Tätigkeiten aus.“

Obwohl die Gründung von HaSoreʿa zusammenfällt mit dem Ausbruch des arabischen Aufstands gegen die palästinensischen Juden, ist darüber weder auf der offiziellen Webseite des Kibbuz noch bei Michaeli etwas zu erfahren. Aus den Zeitzeugenberichten geht jedoch sehr wohl hervor, dass sich Hasera trotz seiner isolierten Lage bemühte, sich auf Angriffe vorzubereiten. Die Tischlerei wurde schusssicher ausgebaut, da das Leben in Zelten oder Baracken zu gefährlich geworden war, und mit Lichtzeichen wurde nachts Verbindung zu anderen Siedlungen aufgenommen. Eine ernsthafte Bedrohung für HaSoreʿa scheint aber nicht bestanden zu haben.
Während bei Michaeli auf die Gründungsphase sofort der Sprung in die Jahre nach dem Ende des Zweiten Weltkriegs folgt, finden sich bei Laqueur auch Hinweise auf die frühen 1940er Jahre. Er beschrieb das Ringen zwischen jenen, die sich für eine verstärkte Kollektivierung aller Lebensbereiche im Kibbuz einsetzten, und jenen, „die davon überzeugt waren, daß der privaten Sphäre, der Familie, die größte Bedeutung im Kibbuzleben zukomme“. Ebenso sei das Thema Privatbesitz an Alltagsgegenständen – Radio, Grammophon oder Kaffeemaschine – ein ständiger Anlass für Auseinandersetzungen gewesen, und natürlich die Kindererziehung im Spannungsfeld zwischen kollektiver und familiärer Betreuung. 1942 hätten etwa 40 bis 50 Kinder in HaSoreʿa gelebt, doch die Generalversammlung des Kibbuz habe nach dem Ausbruch des Zweiten Weltkriegs eine Resolution verabschiedet „gegen ein zweites Kind in den Familien, teils wegen der sich rapide verschlechternden wirtschaftlichen Lage, teils aber auch, weil viele Mitglieder fühlten, daß Familienvergößerung während des Krieges unverantwortlich sei“. Auch die Frage, ob der Kibbuz Eltern von Mitgliedern Zuflucht gewähren könne, sei lange Zeit sehr kontrovers diskutiert, dann aber positiv entschieden worden.

„Insgesamt gesehen waren diese frühen Jahre keine sehr glücklichen. Viele Mitglieder waren sich noch nicht sicher, ob ihre einstigen Träume vom Kibbuzleben in der harten Wirklichkeit Palästinas überhaupt zu verwirklichen waren; 1943 und 1944 gab es eine Rekordzahl an Austritten aus den Gemeinschaften. Danach verbesserte sich die Stimmung, und allmählich auch die wirtschaftliche Lage. In den Anfangsjahren bestand die Hauptaufgabe des Kibbuz-Sekretärs darin, kurzfristige Darlehen zu ungünstigen Bedingungen aufzunehmen, und oft gelang nicht einmal dies.“

Nach Michaeli erlitt HaSoreʿa durch den Zweiten Weltkrieg keine direkten Verluste, wenngleich viele Männer in der Jüdischen Brigade gedient hätten.

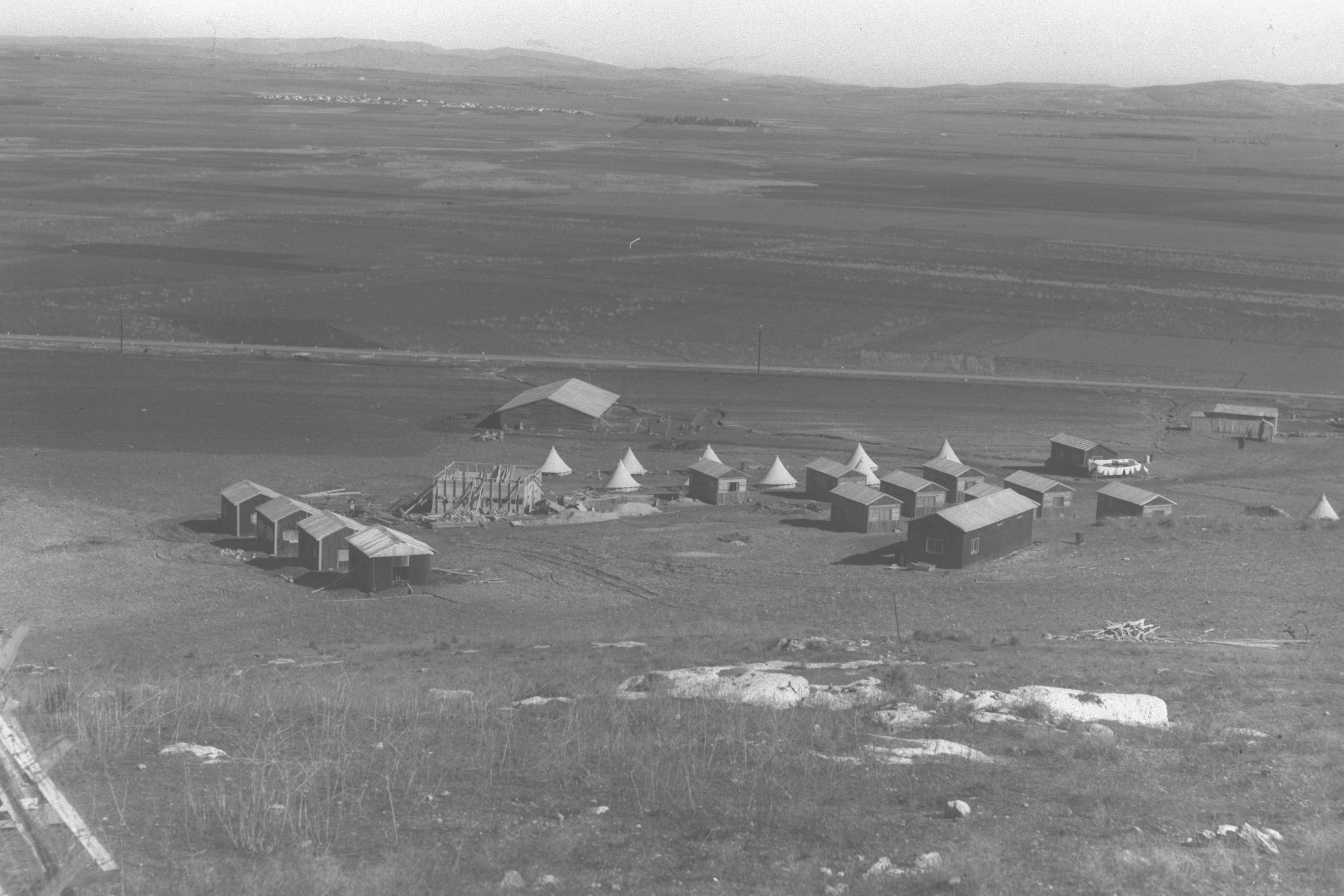
VIEW OF KIBBUTZ HAZOREA IN THE JEZREEL VALLEY
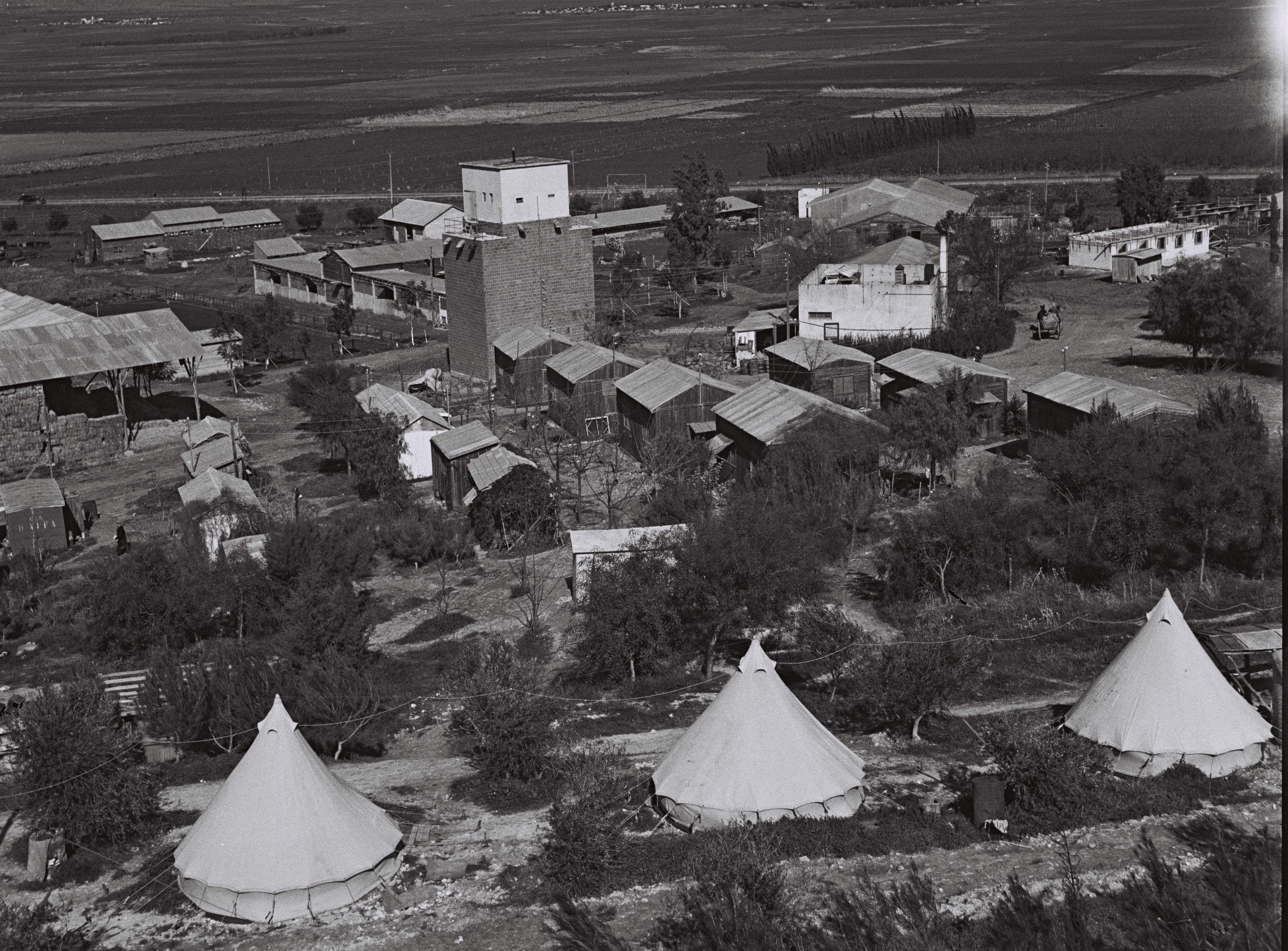
VIEW OF KIBBUTZ HAZOREA
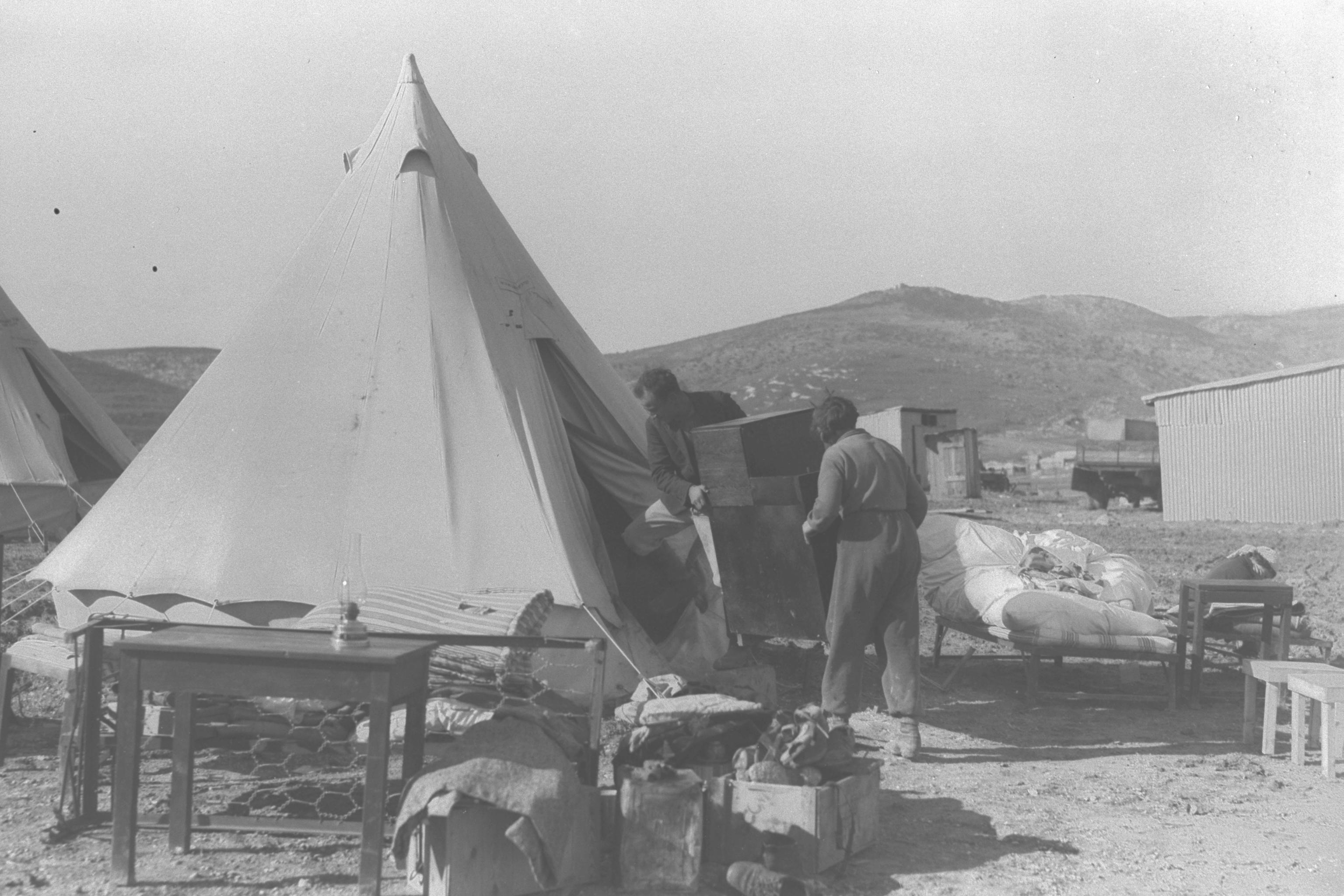
FAMILY MOVING THEIR FURNITURE INTO A TENT AT KIBBUTZ HAZOREA
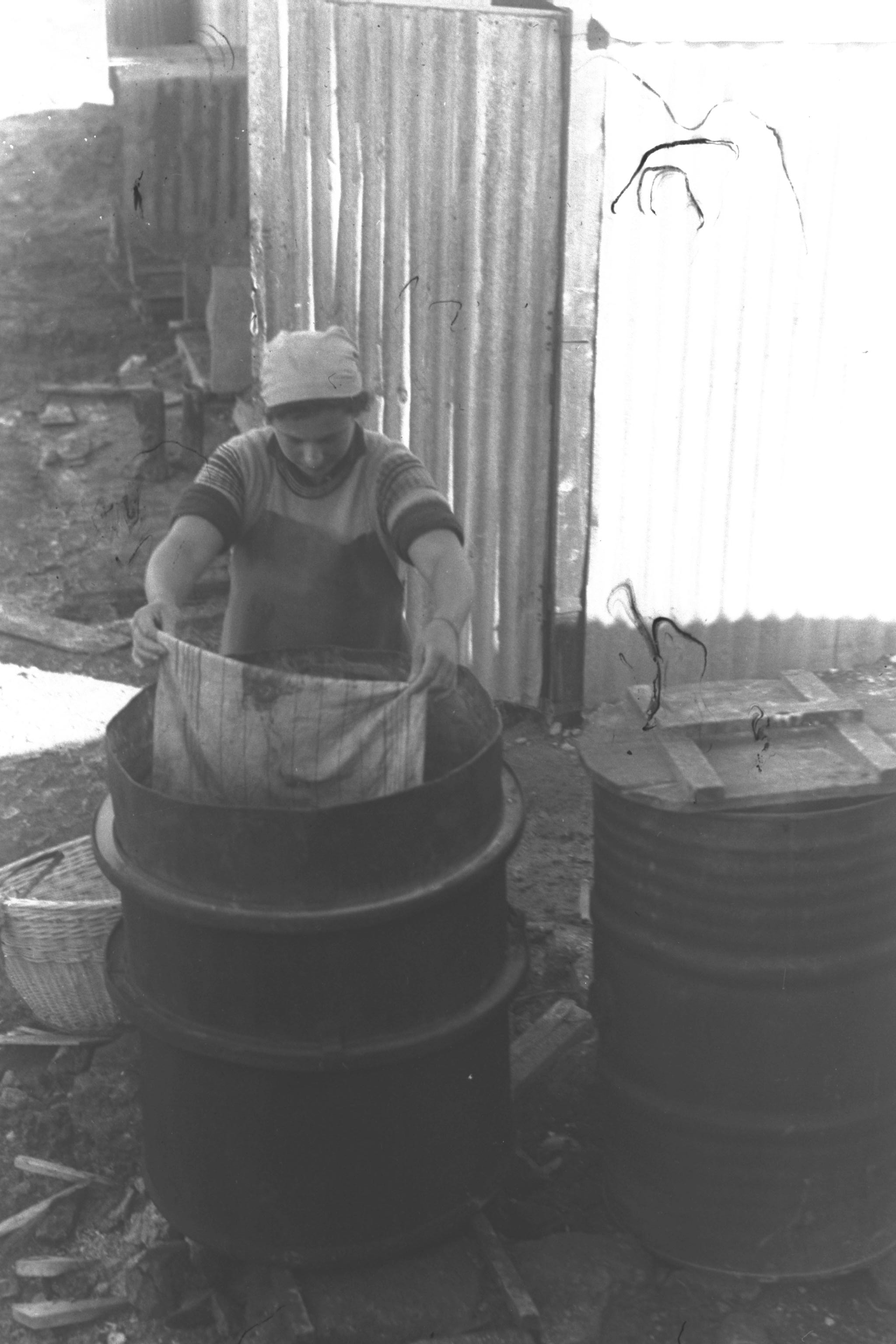
Waschtag
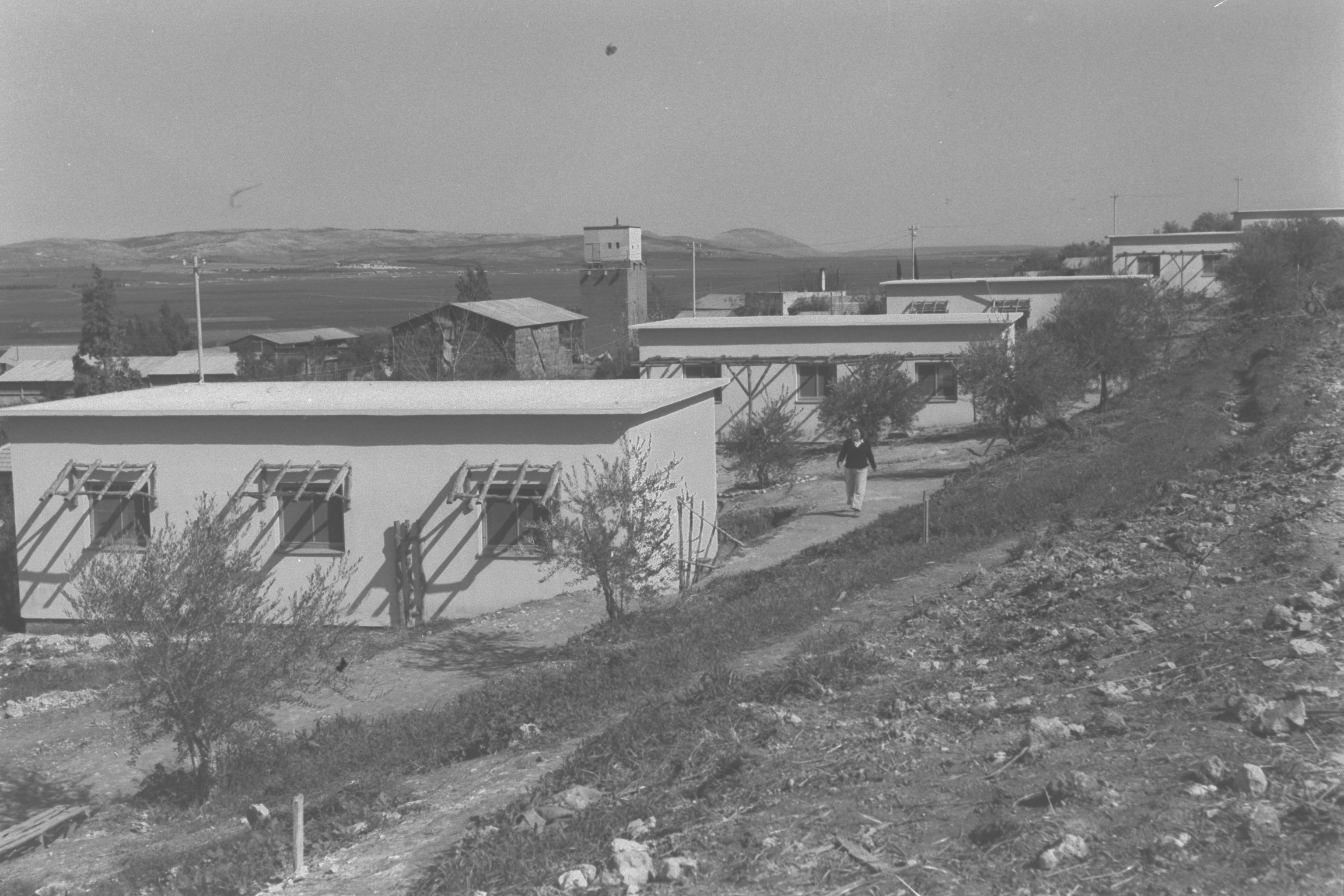
KIBBUTZ MEMBER HOUSES AT KIBBUTZ HAZOREA

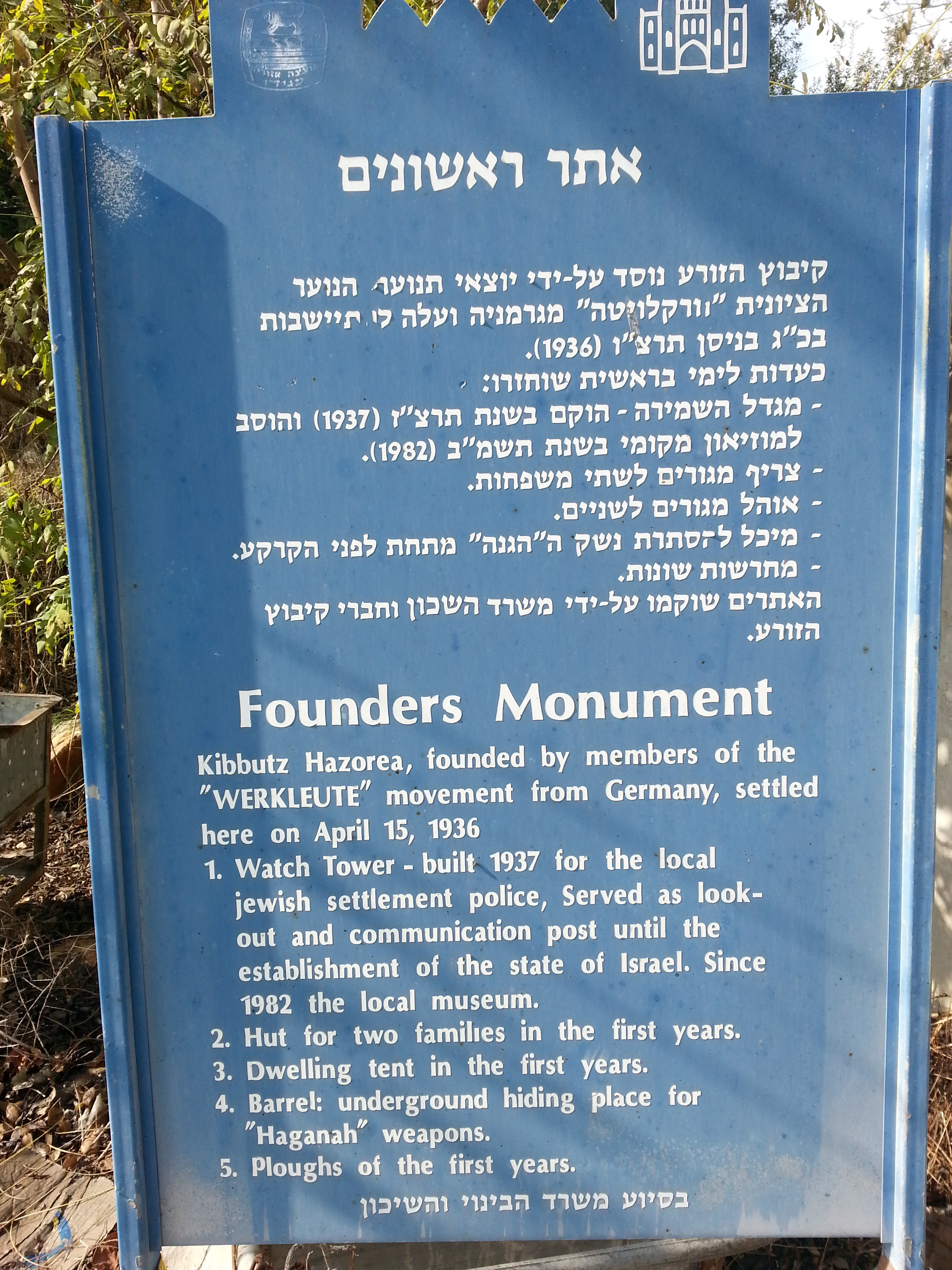
Hinweistafel auf Bauwerke aus der Gründerzeit
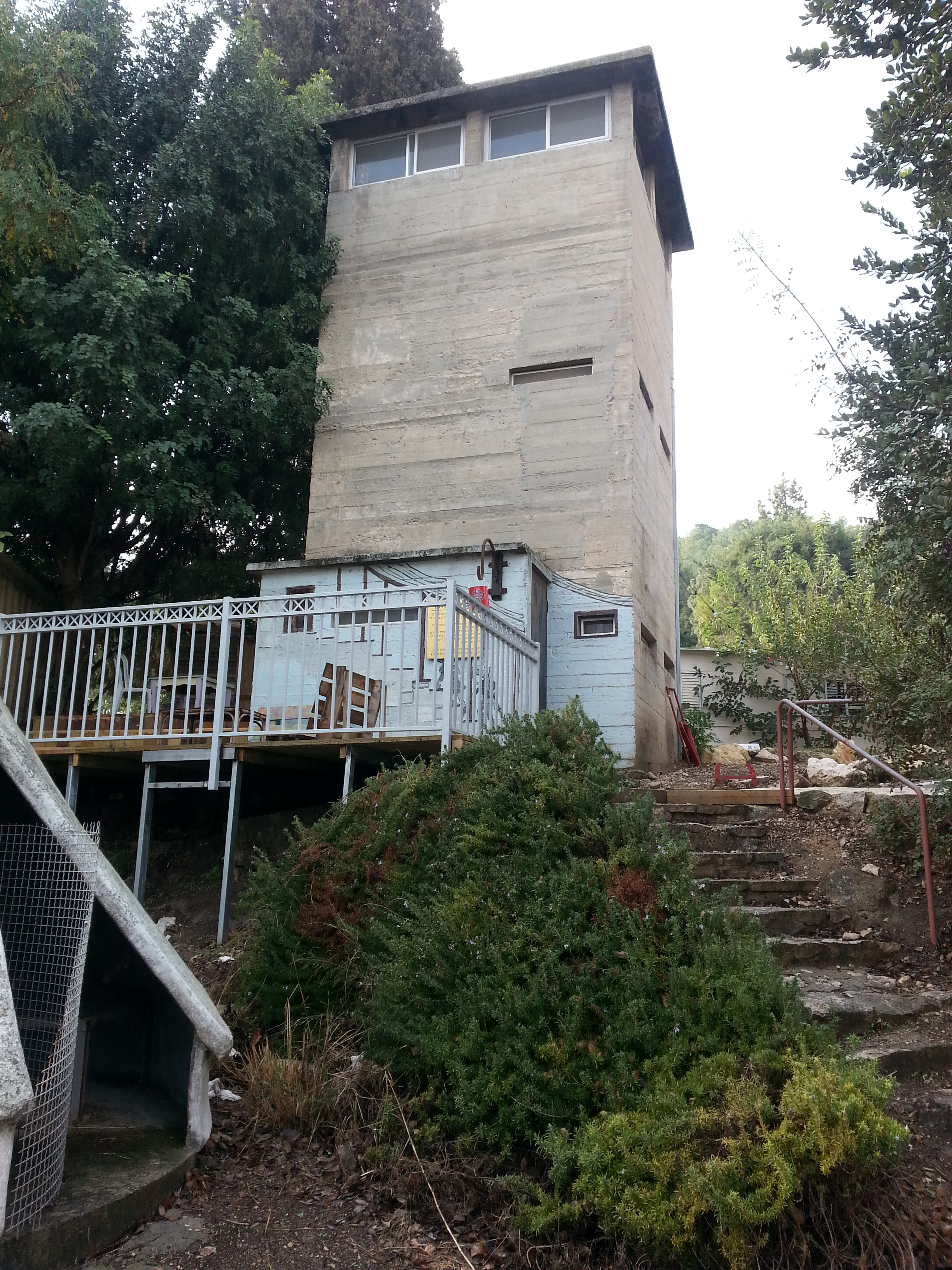
Wachturm von 1937 (Punkt 1 der Infotafel)
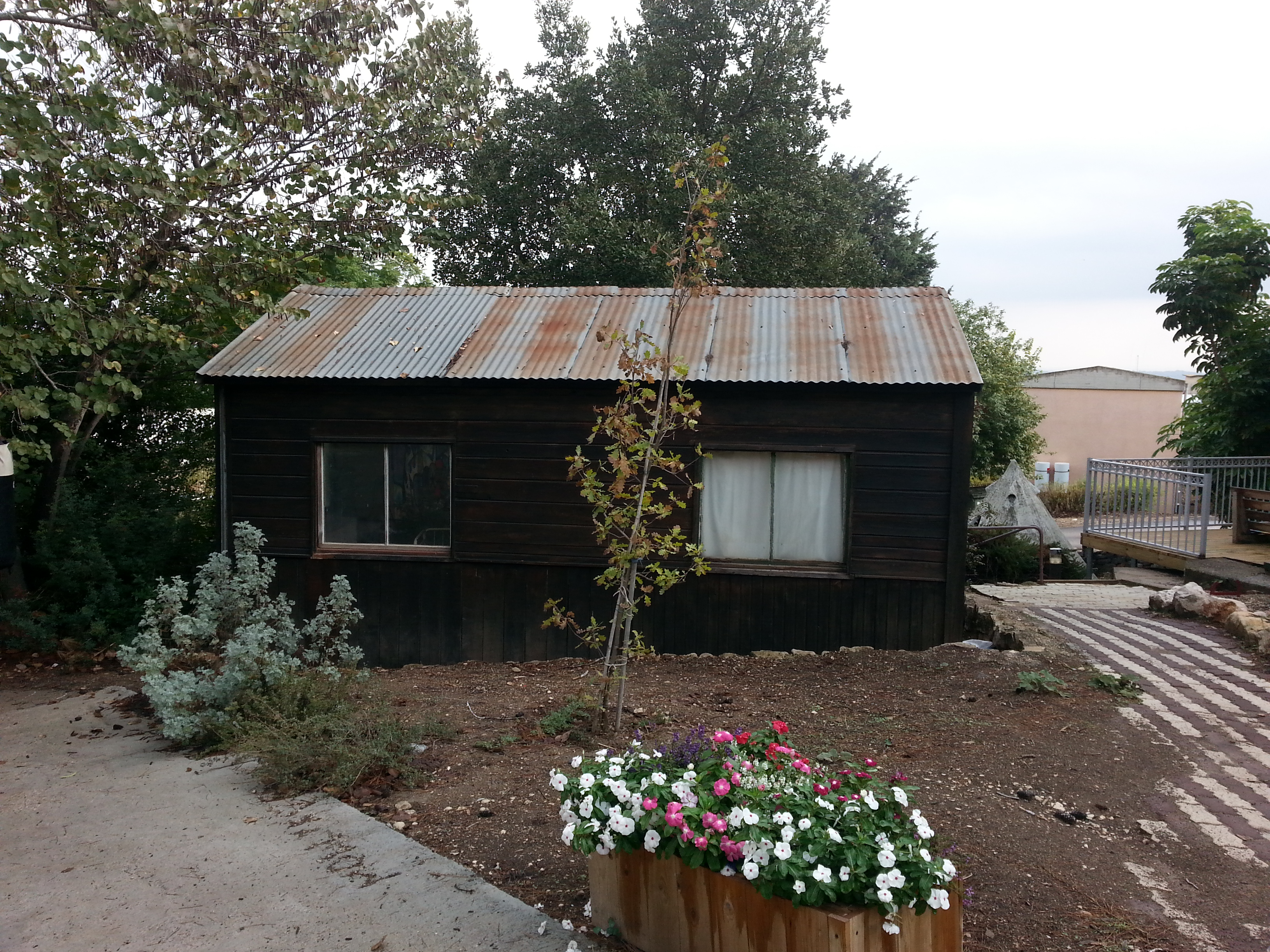
Hütte aus der Gründungszeit des Kibbuz (1982 eingerichtet) (Punkt 2)
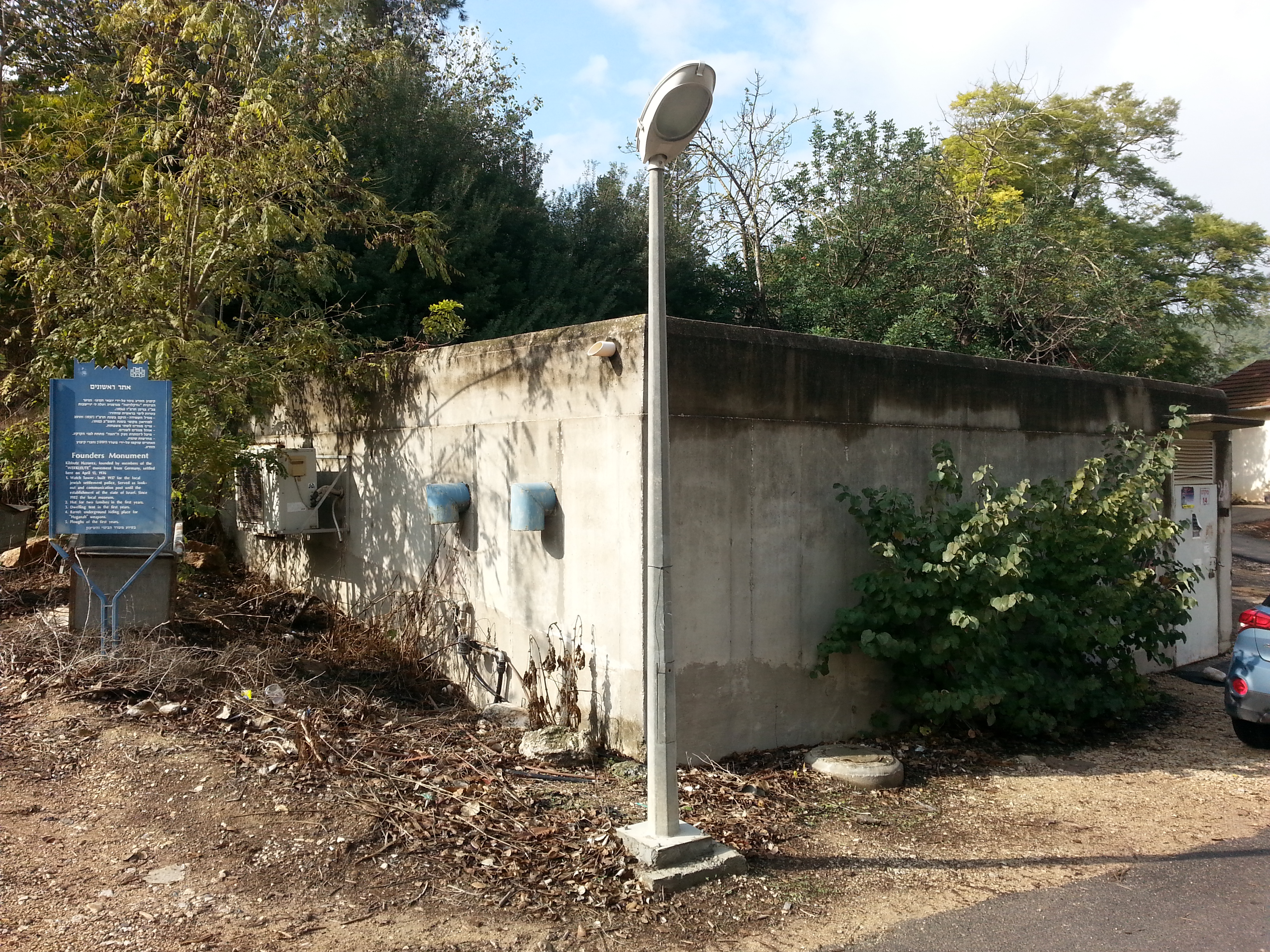
Bunker
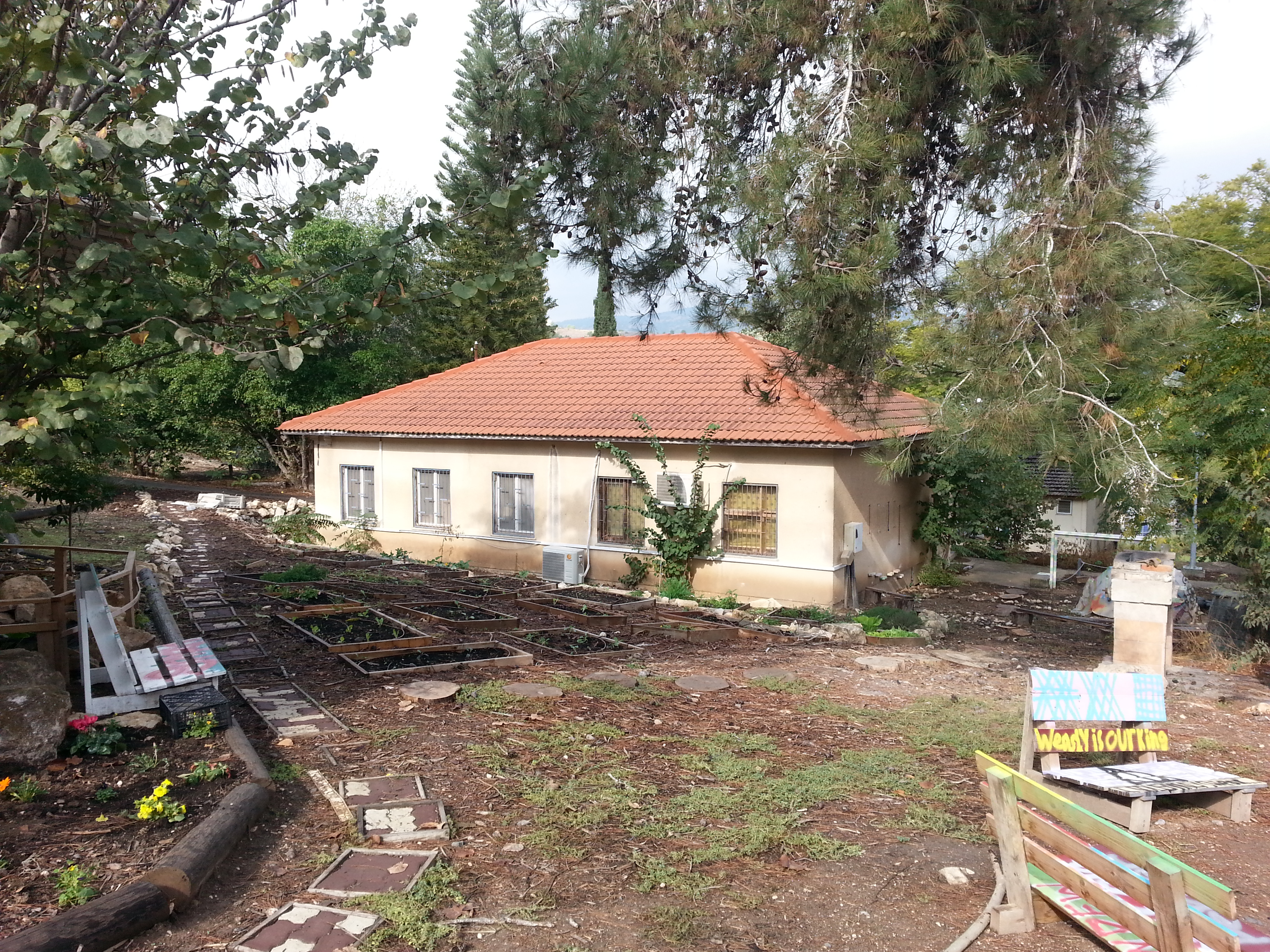
Eines der ersten festen Häuser aus der Frühphase

### HaSoreʿa nach dem Ende des Zweiten Weltkriegs
Bis zum Kriegsende lebten in HaSoreʿa 35 Familien. Deren Zahl wuchs nun stetig auf 60 Familien. Ursache hierfür war die Aufnahme von vereinzelt lebenden Werkleuten oder von solchen, die sich zuvor in Europa noch hatten verstecken können. Der Unabhängigkeitskrieg brachte zunächst jedoch noch einmal eine Verlangsamung der Entwicklung. Weltkriegsteilnehmer wurden Offiziere und Trainer, zunächst in der Hagana, danach in der neuen israelischen Armee. 1948 verschwanden zwei Kibbuzmitglieder mit ihrem Auto auf dem Weg von Mischmar Ha'emek nach HaSoreʿa; deren Leichen wurden erst Jahre später gefunden. Offenbar aus Angst vor Vergeltungsmaßnahmen floh die arabische Bevölkerung aus der Umgebung, wodurch HaSoreʿa später weiteres Land erwerben konnte. Zudem führte der Unabhängigkeitskrieg zu einer großen demographischen Veränderung in HaSoreʿa.

„Jugendgrupppen, die zum Teil als Flüchtlingskinder zwei bis zehn Jahre lang in HaSoreʿa erzogen worden waren, vervollständigten zum Teil nach ihrer Militärzeit die Mitgliedschaft des Kibbuz. Bulgaren, Syrer, Libanesen, Rumänen, Ungarn, Polen, Türken, Inder, Jemeniten und Nordafrikaner sind mit bis zu 10 % in der heutigen Bevölkerung HaSoreʿas vertreten. Ein alter Traum des jüdischen Vokes, die Wiedervereinigung der Stämme, wurde auf diese Weise exemplarisch verwirklicht.“

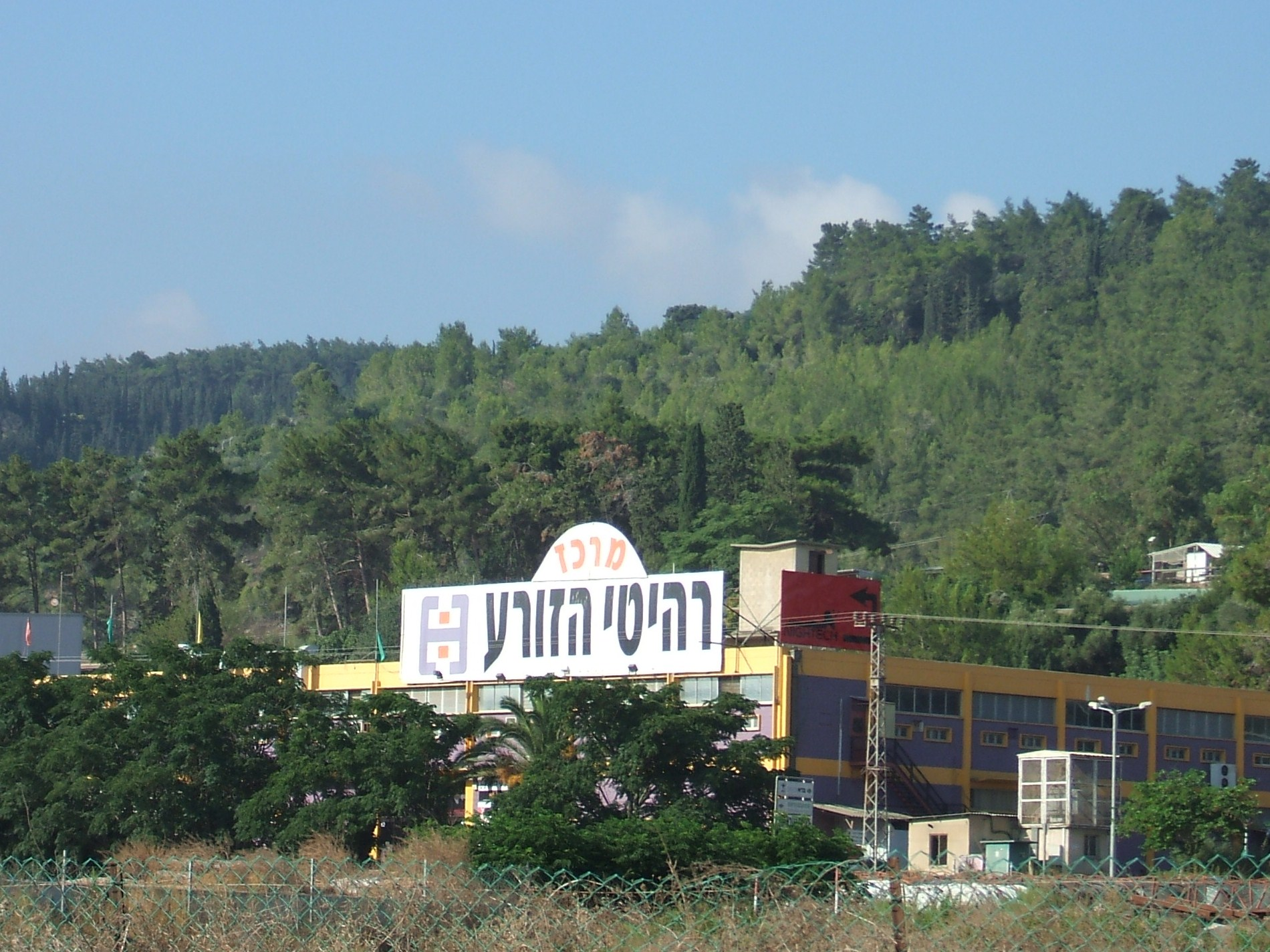
Die ehemalige Möbelfabrik

Stephen Spender schildert die Lebensverhältnisse Anfang der 1950er Jahre. Durch den Zuwachs musste auch die Existenzgrundlage des Kibbuz verändert werden. Den ersten Schritt in diese Richtung bezeichnete Michaelis als „grüne Revolution“, die ab 1950 sowohl zu einer Ausweitung als auch zu einer Rationalisierung der landwirtschaftlichen Produktion führte. Der zweite Schritt war die Industrialisierungsphase, in der zum Beispiel aus der Tischlerei eine Möbelfabrik wurde. Einen wichtigen Beitrag für diese Entwicklung leistete die Deutsche Wiedergutmachungspolitik, wie Meir Nehab aus der Gründergeneration betonte: „Für uns kam die große Wende mit der Wiedergutmachung aus Deutschland, und da wir ja alle aus Deutschland waren, gingen viele Gelder ein im Laufe der Jahre.“
In den frühen 1960er Jahren folgte der Erwerb einer Kunststofffabrik in Haifa und deren Verlagerung nach HaSoreʿa. Unter dem Handelsnamen Plastopil wurden hauptsächlich Kunststofffolien und -verpackungen für die Landwirtschaft hergestellt, unter anderem auch Milchverpackungen. 2005 wurde die Fabrik in eine Kapitalgesellschaft umgewandelt, deren Aktien an der Börse gehandelt werden. Die Fabrik ist weiterhin ein dominierender Faktor in der Wirtschaft von Hazorea.
Im Sommer 1968 wollte sich der junge Sari Nusseibeh, der spätere palästinensische Philosoph und Politiker, „selbst ein Bild davon machen, wo die Schwerter Zions geschmiedet wurden“.:S. 114 Nach dem damals vorherrschenden palästinensischen Verständnis konnte dieser Ort nur ein Kibbuz sein, und deshalb absolvierte Nusseibeh ein etwa vierwöchiges Praktikum in HaSoreʿa. Skeptisch und fasziniert zugleich erlebte er die Kibbuz-Kultur und lernte die Kibbuzniks als „vorbildliche Humanisten und Sozialisten“ kennen. Zugleich sah er in ihnen aber auch die „Elitesoldaten, ausgebildet, gegen mein Volk und mich zu kämpfen“, die keine Vorstellung von dem hohen Preis hatten, „den wir Araber für ihre Freiheit bezahlt hatten“.:S. 116 Nusseibehs Resümee aus seinem HaSoreʿa-Aufenthalt lautete:

„Ich nahm aus dieser Erfahrung einen ähnlichen Eindruck mit wie Jahrzehnte später aus der Lektüre von Amos Oz’ Büchern: nämlich, dass wir zumindest bis 1967 in den Köpfen dieser großartigen Menschen kaum existiert haben. Grund dafür war nicht etwa Böswilligkeit, sondern wir waren einfach physisch nicht Bestandteil ihrer Welt, da die meisten Araber zwanzig jahre zuvor davongejagt worden waren. Moralisch gesehen war es ein Fall von ‚aus den Augen, aus dem Sinn‘. Ihre humanistischen Ideale waren nie mit unserer Existenz konfrontiert worden.“

1986 wurden die QCC Ha'Zorea Calibration Technologies gegründet, eines der großen Labore Israels zur Kalibrierung von Messprozessen und zur Qualitätskontrolle. Das Labor ist vom israelischen Wirtschaftsministerium zertifiziert und akkreditiert, um Dienstleistungen für Lasersicherheitstests und zur Thermometerkalibrierung in Lebensmitteltransportfahrzeugen zu erbringen.
Weniger erfolgreich war 1996 die Errichtung eines Gartencenters nach europäischem und amerikanischem Vorbild. Es hatte sich auf den Verkauf von Zierfischen, Seerosen und anderen Wasserpflanzen spezialisiert, doch da die Kibbuz-Mitglieder keine Erfahrung im Einzelhandel hatten, scheiterten bei ihren Bemühungen, dieses Unternehmen zu einem lukrativen Geschäft zu entwickeln. Nachdem das Unternehmen erhebliche Verluste erlitten hatte, wurde es an erfahrenere lokale Händler verpachtet.
In den letzten Jahren fand auch wieder eine Rückbesinnung auf die landwirtschaftliche Tradition HaSoreʿas statt. Es wurden wieder Ziegen angeschafft, und eine Molkerei produziert Joghurt, Weich- und Hartkäse sowie Eis aus der Herdenmilch.
Aufgrund des wirtschaftlichen Erfolgs konnte im Laufe der Jahre die soziale Infrastruktur des Kibbuz erweitert werden: ein zusätzlicher Speisesaal wurde gebaut, ebenso ein Saal für Konzerte und Theater, ein Schwimmbad, Tennisplätze und 1987 ein Zentrum für pflegebedürftige Menschen. Darüber hinaus genießen im Kibbuz Kinder und deren Erziehung eine große Aufmerksamkeit. Das Bildungssystem umfasst Kindertagesstätten, Vorkindergarteneinrichtungen, Kindergärten und eine regionale Grundschule. Ab der siebten Klasse lernen die Kinder an einer Schule außerhalb von HaSoreʿa. Bis 1991 war es noch üblich, dass die Kinder in Kinderhäusern lebten, in denen sie tagsüber und auch nachts lebten, unterbrochen nur von den Nachmittagsstunden, die sie mit den Eltern verbrachten. Für den Kibbuz war es ein grundlegender Wandel, als dann beschlossen wurde, dass die Kinder die Nächte zu Hause bei ihren Eltern verbringen konnten. Der Kibbuz investiert dennoch auch weiterhin erheblich in das kollektive Bildungssystem und in die Unterstützung informeller Bildungsangebote außerhalb der Schulzeit und in den Ferien. Diese Veränderungen bestätigen das, was Michaeli bereits Mitte der 1980er Jahre konstatierte: „Die früher verteufelte Familie hat sich als kibbuzerhaltend erwiesen.“ Und er fährt fort:

„Die Kibbuzbewegung ist mit ihren gesellschaftlichen und wirtschaftlichen Erfolgen einzigartig, auch im Vergleich zu den wenig stabilen Kommunen der westlichen Welt. Und HaSoreʿa ist darüber hinaus der einzige Kibbuz deutscher Herkunft, der eine schrittweise organische Integrierung vieler Mitglieder verschiedener kultureller Herkunft verwirklicht hat, basierend auf einer festen Gründerschicht mit gemeinsamer Herkunft und »bündischer« Vergangenheit, auf dem Verlangen nach Verwirklichung des Gemeinschaftslebens, der Utopie einer kleinen, aber sehr intensiven Jugendbewegung.“

### Tabellarische Übersicht über HaSoreʿas Entwicklung
Jacob Michaeli hat seinem Artikel eine Tabelle beigefügt, die sehr anschaulich die demographische Entwicklung HaSoreʿas von seinen Anfängen bis zum Jahr 1988 verdeutlicht.
| Jahr | Mit- glieder | Einwohner insgesamt | Anmerkungen zur Entwicklung |
| ---- | ------------ | ------------------- | --- |
| 1937 | 80           | 81                  | Kleine und enge Gemeinschaft; die ersten Kinder werden geboren. |
| 1941 | 120          | 223                 | Die erste Jugendgruppe aus Deutschland trifft ein. |
| 1946 | 164          | 398                 | Nach Aufnahme von Werkleuten aus dem aufgelösten Kibbuz B, den in Europa gebliebenen Werkleuten und von Jugendgruppen. |
| 1950 | 198          | 495                 | Jugendliche aus Bulgarien, dem Libanon und Syrien werden Mitglieder. |
| 1955 | 204          | 562                 | Jugendliche aus Rumänien, Ungarn und Polen werden Mitglieder. |
| 1957 | 241          | 604                 | Die ersten Kinder werden Mitglieder. |
| 1960 | 281          | 662                 | Die ersten Enkel werden geboren; Aufnahme junger Menschen aus Israel. |
| 1965 | 370          | 679                 | Weitere Kinder werden Mitglieder; Rückkehr von erwachsenen Söhnen und Töchtern in den Kibbuz. |
| 1970 | 414          | 757                 | Weitere Kinder werden Mitglieder; Rückkehr von erwachsenen Söhnen und Töchtern in den Kibbuz. |
| 1975 | 470          | 825                 | Weitere Kinder werden Mitglieder; Rückkehr von erwachsenen Söhnen und Töchtern in den Kibbuz. |
| 1980 | 494          | 944                 | Weitere Kinder werden Mitglieder; Rückkehr von erwachsenen Söhnen und Töchtern in den Kibbuz. |
| 1983 | 600          | 100                 | Von nun an auch Stärkung durch die dritte Generation. |
| 1985 | 600          | 1060                | Von nun an auch Stärkung durch die dritte Generation. |
| 1988 | 599          | 972                 | Stagnation der demographischen Entwicklung. |
| 1995 |              | 900                 | Die Bewohnerzahlen für die Jahre 1995 bis 2018 sind weiterhin rückläufig; sie stammen von der Webseite Hazorea: Bevölkerungsstatistische Daten (siehe Weblinks). Die Anzahlen der Kibbuz-Mitglieder wird dort nicht ausgewiesen. |
| 2008 |              | 900                 | Die Bewohnerzahlen für die Jahre 1995 bis 2018 sind weiterhin rückläufig; sie stammen von der Webseite Hazorea: Bevölkerungsstatistische Daten (siehe Weblinks). Die Anzahlen der Kibbuz-Mitglieder wird dort nicht ausgewiesen. |
| 2013 |              | 840                 | Die Bewohnerzahlen für die Jahre 1995 bis 2018 sind weiterhin rückläufig; sie stammen von der Webseite Hazorea: Bevölkerungsstatistische Daten (siehe Weblinks). Die Anzahlen der Kibbuz-Mitglieder wird dort nicht ausgewiesen. |
| 2018 |              | 876                 | Die Bewohnerzahlen für die Jahre 1995 bis 2018 sind weiterhin rückläufig; sie stammen von der Webseite Hazorea: Bevölkerungsstatistische Daten (siehe Weblinks). Die Anzahlen der Kibbuz-Mitglieder wird dort nicht ausgewiesen. |

## Wilfrid-Israel-Museum
Das Wilfrid-Israel-Museum für Kunst und Studium des Orients (hebräisch מוזיאון וילפריד ישראל לאומנות ולידיעות המזרח) im Kibbuz erbauten Alfred Mansfeld und Munio Weinraub in den Jahren 1948 bis 1951. Der Unabhängigkeitskrieg hatte die Fertigstellung verzögert.

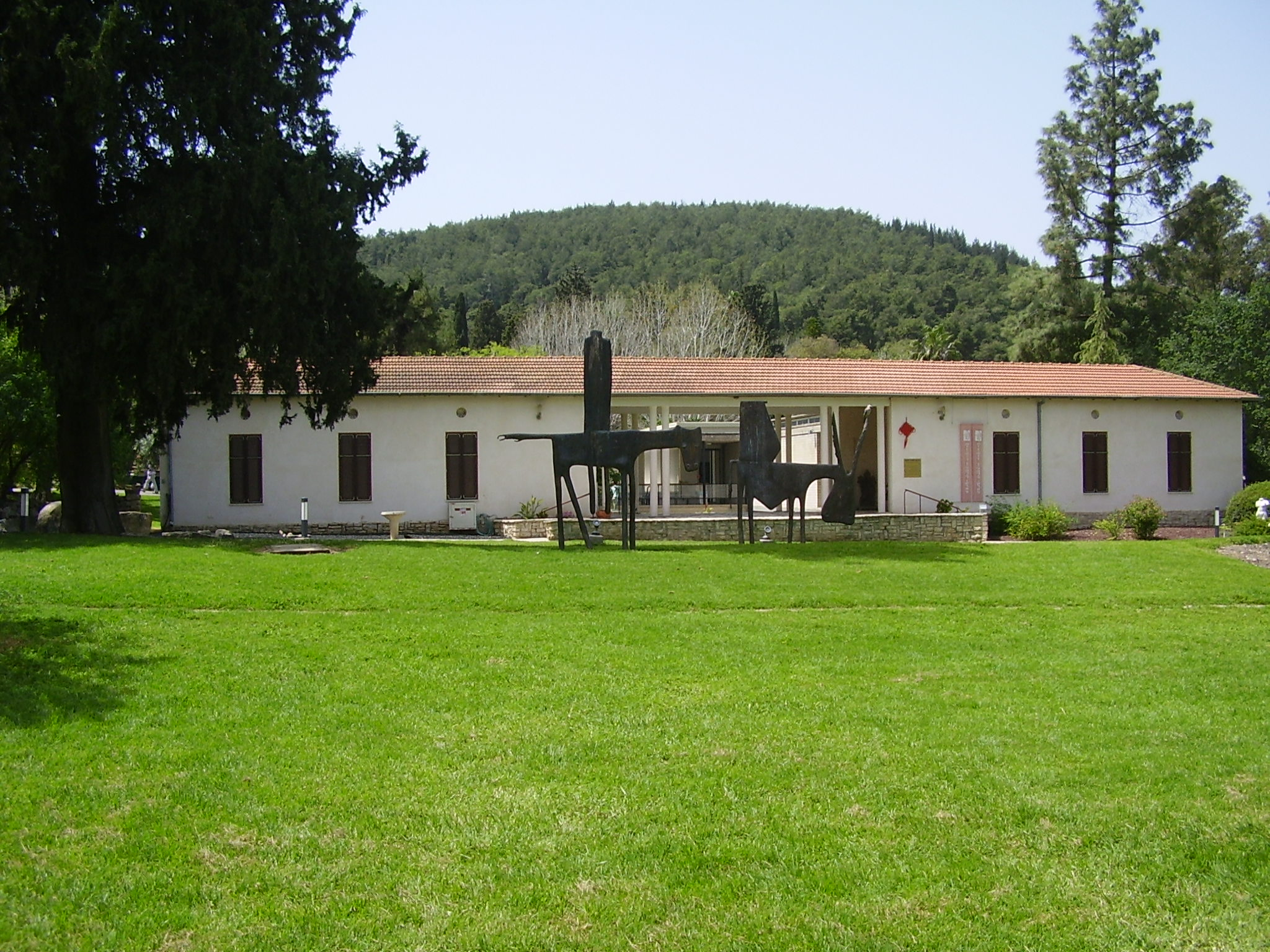
Anblick des Wilfrid-Israel-Museums von Osten, 2010

Wilfrid Israel hatte sich vor dem Zweiten Weltkrieg für die Werkleute begeistert, sie unterstützt und testamentarisch verfügt, dass ihr Kibbuz seine Sammlung südasiatischer und fernöstlicher Kunstwerke erbt. Nach Israels Tod (1943) und Ende des Weltkrieges konnte der Nachlass übergeben werden.
Nach interner Debatte 1947 entschied der junge Kibbuz, noch im Prozess sich materiell zu etablieren, die Aufgabe zu bewältigen, diesen Nachlass aus Achtung für Wilfrid Israel anzunehmen, zu bewahren und für die Öffentlichkeit zugänglich zu machen. Seit 1951 zeigt das Museum Israels Sammlung. Es wurde später erweitert und bietet im Anbau Raum für wechselnde Ausstellungen auch zeitgenössischer Kunst.

## Ausgrabungsplatz
Auf dem Gelände des Kibbuz kamen im Jahr 1967 beim Pflügen eines Feldes Steinwerkzeuge und fossile Knochen zutage, darunter zwei fast vollständig erhaltene Hinterhauptbeine, die möglicherweise Homo erectus zuzuschreiben sind. Aufgrund der Fundumstände konnten die geologischen Schichten, aus denen die Knochen und Steinwerkzeuge geborgen wurden, nicht genau datiert werden. Wegen der Beschaffenheit der Steinwerkzeuge wird angenommen, dass sie dem Altpaläolithikum entstammen, also mindestens 300.000 Jahre alt sind.
Südlich des Kibbuz liegt der Fundplatz Ein el-Jarba, der seit den 1960er-Jahren ausgegraben wird.

## Gründerinnen und frühe Bewohner
Die nachfolgenden biographischen Skizzen folgen weitgehend den Interviews mit den Gründerinnen und Gründern in dem Buch die Die rettende Kraft der Utopie.

### Moni Alon
Moni Alon (* 4. Oktober 1914 in Wien) war der Sohn eines mit landwirtschaftlichem Bedarf handelnden Kaufmanns und einer Hausfrau. Sein bürgerlich geprägtes ostjüdisches Elternhaus, zu dem noch seine Schwester gehörte, bezeichnete er als „jüdisch traditionell“. Die Familie lebte zunächst im Osten Berlins und zog später nach Berlin-Tiergarten um. Ab 1924 besuchte Alon für neun Jahre das mit dem Königstädtischen Gymnasium verbundene Königstädtische Realgymnasium.
Moni Alon kam 1927 erstmals in Kontakt mit der Jüdischen Jugendbewegung und wurde schließlich Mitglied im Jugendverband Kadima, wo er sich für die Ideen von A. D. Gordon und Martin Buber begeisterte und die Idee verfolgte, in einem Kibbuz zu leben.
1933, nach dem Abitur, begann er eine landwirtschaftliche Ausbildung auf dem Gut Winkel, um sich auf eine Auswanderung nach Palästina vorzubereiten.
Seit 1934 lebte Alon in Palästina und schloss sich der von den Werkleuten in Chadera gegründeten Gemeinschaft an. Nach mehrjähriger Arbeit in der Landwirtschaft studierte er Erziehungswissenschaft in Jerusalem und besuchte die London School of Economics. Er betreute Jugendgruppen aus Deutschland, war Lehrer an der höheren Kibbuzschule in Mischmar Ha’emek, Leiter des Erziehungsdepartements der Kibbuz-Artzi-BeWegung, Dozent am Lehrerseminar der Universität Haifa und Mitarbeiter im Verlag des Kibbuz Artzi. Im Kibbuz HaSoreʿa selber hat er in verschiedenen Kommissionen mitgearbeitet und war auch einige Jahre Kibbuz-Sekretär. Moni Alon verfasste Bücher über die Jugend im Kibbuz (1975) und Die ewige Chance – Jugend in der Gesellschaft (1986). 2013 wurde sein Aufsatz The Youth Society in dem Buch Collective Education in the Kibbutz abgedruckt.

### Josef Amir
Josef Amir (* 1907 in Berlin) war der Sohn eines aus Oberschlesien stammenden Werkzeugmaschinenfabrikanten. Die Familie lebte am Halleschen Ufer in Berlin-Kreuzberg.
Amir besuchte ein humanistisches Gymnasium und war zunächst bei den bürgerlichen Pfadfindern und später in einer Gruppe von Neupfadfindern um den Berliner Pfarrer Martin Voelkel, die sich Das Volk vom Eichhof nannten. Er wurde hier mit Männerbündischen Idealen und Ritualen vertraut und las Hermann Hesse, Rilke und Stefan George. Zum Bruch kam es, als ihm als Sechzehnjähriger verwehrt wurde, Gruppenleiter zu werden, weil er Jude sei, eine Eigenschaft, die für ihn bis dahin keine Rolle gespielt hatte. Er trat danach sofort bei den Kameraden ein und kam über diese dann zu den Werkleuten.
Auf Druck seines Vaters studierte Amir an der Technischen Hochschule Berlin und hörte auch Vorlesungen bei Albert Einstein. Er erwarb Diplome in den Fächern Maschinenbau und Elektrotechnik und ging, da der Vater seine Fabrik inzwischen verkauft hatte, als Reichsbahnregierungsbauführeranwärter zur Deutschen Reichsbahn. Aufgrund seiner jüdischen Religionszugehörigkeit konnte er diese Ausbildung nicht abschließen und entschloss sich zur Auswanderung.
Amir berichtete von ersten Plänen für eine Ansiedlung in Palästina im Jahre 1933; ausgewandert ist er dann im Mai 1935. 1938 kehrt er, obwohl inzwischen verheiratet und Vater eines 1937 geborenen Sohnes, noch einmal nach Deutschland zurück, um um Unterstützung für HaSoreʿa zu werben und zu „retten, was noch zu retten war vor dem Krieg“. Er war beteiligt an illegalen Waffenkäufen für die Hagana, am Transfer von Schwarzgeld und an der Organisation von Ausreisen aus Deutschland. Er blieb 1939 bis zum Ausbruch des Krieges und bezeichnete diesen Berlinaufenthalt als „die schrecklichste Zeit meines Lebens“. Hilflos musste er mit ansehen, dass sich Teile seiner Familie weigerten, Deutschland zu verlassen, was dazu führte, dass seine Eltern von den Nationalsozialisten im Konzentrationslager Theresienstadt ermordet wurden, ebenso die Eltern seiner Frau.
Im Kibbuz HaSoreʿa arbeitete Amir in den Zitrusplantagen, als Bauarbeiter, in der Wasserversorgungsgesellschaft und als Leiter der Elektrizitatswerkstatten des Kibbuz. Zeitweilig war er auch Direktor des Wilfrid-Israel-Museums.

### Jochanan Ben-Jaacov
Jochanan Ben-Jaacov (* 1913 in Berlin – † 2003) bezeichnete sich und seine Familie als „völlig assimilierte Juden“, die anfangs noch in Berlin-Charlottenburg lebten. Sein Vater sei Kaufmann und Schneider gewesen, der nach dem Ende des Ersten Weltkriegs ein größeres Unternehmen aufbaute, das unter anderem auch Regenmäntel herstellte. Die Mutter war Hausfrau. Die Familie ließ sich später in Berlin-Schmargendorf nieder, und Ben-Jaacov besuchte ein Realgymnasium. Ab 1926 war er Mitglied beim deutsch-jüdischen Wanderbund Kameraden und später bei den aus den Kameraden hervorgegangenen Werkleuten. Obwohl dort oft über sozialistische und kommunistische Fragen diskutiert worden sei, habe er „nie zu denen gehört, die politisch interessiert waren“.
Nach der Schule absolvierte Ben-Jaacov eine kaufmännische Ausbildung, an die er eine eineinhalb Jahre dauernde landwirtschaftliche Ausbildung anschloss, zunächst auf einem Gut das der Familie des Verlegers Rudolf Mosse gehörte, danach noch bis 1933 auf einem Gut in der Nähe von Frankfurt an der Oder. Ben-Jaacov behauptete, dass sein Schritt in die Landwirtschaft noch nicht durch Auswanderungsüberlegungen bestimmt gewesen sei, sondern, ganz im Sinne der Umschichtungskonzepte der 1920er Jahre, durch den Wunsch, den übrigen Deutschen zu beweisen, dass Juden auch zur Handarbeit fähig seien. „Ich träumte davon, daß man in Deutschland für Juden kollektive landwirtschaftliche Siedlungen errichten sollte, damit einer der Ursachen des Antisemitismus vernichtet würde. […] Ich fand es wirklich unmöglich, daß die Juden sich in der Hauptsache mit intellektuellen Berufen beschäftigten oder als Ärzte, Bankiers oder als Schriftsteller oder berühmte Musiker arbeiteten. Das ging mir nicht in den Kopf rein, und ich war der festen Überzeugung, daß die Antisemiten in dieser Beziehung völlig recht hatten.“ Doch die Nazis verboten ihm 1933, weiter auf dem Land zu arbeiten.
Über Haifa reiste Ben-Jaacov im September 1933 nach Mischmar Ha'emek, wo er seine erste Unterkunft in einem noch nicht fertiggestellten Hühnerstall fand. Von Mischmar Ha'emek führte ihn sein Weg dann nach HaSoreʿa. Wichtig war ihm immer die Pflege von Verbindungen mit den arabischen Nachbarn.
1934, noch in Mischmar haʿEmeq, begann er zu zeichnen, was einen Prozess in Gang setzte, der erst Jahre später zu einer Wendung in seinem Leben führte. „Damals ist mir klargeworden, daß ich meine Absicht, Landwirt zu werden, irgendwann später noch mal überprüfen mußte. Ich war jahrelang mit der Landwirtschaft beschäftigt, vor allen Dingen als Schafhirte und auch beim Obstbau, aber ich habe immer nebenbei gezeichnet oder gemalt. Eines Tages habe ich dann beschlossen: Jetzt nehme ich für ein Jahr Urlaub vom Kibbuz und gehe in eine Kunstschule, und dann werde ich mir überlegen, was ich bin: Maler oder Landwirt. Da habe ich festgestellt: Ich kann ohne Landwirtschaft leben, aber nicht ohne Kunst.“ 1943 war es soweit: Ben-Jaacov begann in Jerusalem ein Studium an der Neuen Bezal'el-Schule für Handwerk und für Kunst. Er lebte danach als Maler und Holzbildhauer; in HaSoreʿa sorgte er für die künstlerische Gestaltung von Fassaden und Innenräumen der Gemeinschaftsgebäude.

### Schaul Genossar
Schaul Genossar (* 1911 in Berlin), ursprünglich Hans Ginsburg, später auch Shaul Ginossar, lebte mit seinen Eltern (der Vater war Bankkaufmann in gehobener Stellung, die Mutter, eine Wienerin, Hausfrau) zunächst in Berlin (am Hackeschen Markt). Er beschrieb sein Elternhaus als wohlsituiert und „im gutent Sinne […] liberal bürgerlich“. Von 1919 bis 1924 lebte die Familie in Essen und kehrte dann wieder nach Berlin zurück. Seit 1922 gehörte er den Kameraden an, später den Werkleuten. Seine Aktivitäten dort galten dem Erwerb des Hebräischen, der Bibelkunde sowie der jüdischen Geschichte und waren darüber hinaus sehr sozial engagiert. Anders als Jochanan Ben-Jaacov, der sich ja bewusst einer akademischen Bildung verweigerte, galt in seiner Gruppe noch zu -beginn der 1930er Jahre ein anderes Ideal. „Wir wollten die Berufswahl der Studenten unter uns dahin lenken, daß sie alle sozial engagierte Berufe ergreifen sollten – Ärzte, Lehrer, Sozialarbeiter und ähnliches – und um sich herum eine Gruppe bilden, die zu einer Erneuerung des jüdischen Zusammenlebens in Deutschland führen sollte.“ Die Desillusionierung erfolgte 1933 mit dem Ausbleiben des Aufstands der sozialistischen Arbeiterschaft gegen das Nazi-Regime.
Genossar machte sein Abitur am Goethe-Gymnasium (Berlin-Wilmersdorf) und studierte Anglistik und Geschichte. 1933 entschied er sich, das für die Drucklegung seiner Dissertation vorgesehene Geld zur Vorbereitung seiner Auswanderung zu benutzen. Er besuchte für einige Monate die Israelitische Gartenbauschule Ahlem, bevor er sich Ende 1933 der Gruppe der ersten zehn Werkleute anschloss, die Ende 1933 nach Palästina ging, um „erste organisatorische Kontakte zu knüpfen und sich auf ihr Leben als Landarbeiter im Kibbuz vorzubereiten“.
Genossar, dem es gelang, auch seine Eltern nach HaSoreʿa zu holen, engagierte sich bis zu deren aus wirtschaftlichen Gründen notwendigen Auflösung in der Schafzucht und war Mitglied in verschiedenen Kommissionen der Kibbuz-Selbstverwaltung.

### Ursel Genossar
Ursel Genossar (* 1913 in Berlin) war die Tochter der Familie Neumark (Vater Kaufmann, Mutter Hausfrau) und wuchs in der Hasenheide 68 in Berlin-Neukölln auf.
Ursel Genossar (geborene Neumark, * 1913 in Berlin) wuchs in der Hasenheide 68 in Berlin-Neukölln auf. Der Vater war Kaufmann und als Teilnehmer des Ersten Weltkriegs Träger des Eisernen Kreuzes, die Mutter Hausfrau. Die Familie, zu der noch ein Bruder von Ursel zählte, war „ziemlich kleinbürgerlich […] und auch sehr assimiliert, das heißt, wir haben wenig jüdische Feste gefeiert, und jüdische Werte spielten bei uns kaum eine Rolle. Ich hatte nur wenig Verbindung zum Judentum.“
1919 eingeschult, besuchte Ursel Genossar später das „1. Städtisches Oberlyzeum“, das heutige Albert-Schweitzer-Gymnasium (Berlin-Neukölln), wo sie 1931 das Abitur machte. Zu den Kameraden, kam sie 1924 und fand dann über diese zu den Werkleuten. Während sie ihre Zeit bei den Kameraden als überwiegend durch bündische Unternehmungen geprägte beschreibt, rückt bei den Werkleuten das soziale Engagement in den Vordergrund. Wie Schaul Genossar betont auch sie die Mitarbeit im Jüdischen Volksheim und die Hinwendung von ihr und ihrer akademischen Freunde zur Arbeit mit den ostjüdischen Zuwanderern.
Nach einem viersemestrigen Medizinstudium war ihr 1933 klar, dass sie ihr Studium nicht mehr würde fortsetzen können: „Ich wußte sowieso, daß ich nicht mehr die Möglichkeit hatte, zur Universität zurückzukehren, denn meine Freundin und ich liefen in der Universität mit dem sogenannten Antifa-Abzeichen herum. Das war eine überparteiliche sozialistische Organisation, der sowohl Kommunisten als auch Sozialdemokraten angehörten, und die Nationalsozialisten ließen uns damals schon mitteilen, wir bräuchten uns nicht mehr sehen zu lassen, wir wären auf der schwarzen Liste, so daß ich sowieso mein Studium abbrechen mußte.“
Durch Vermittlung der Hechaluz arbeitete sie etwa fünf Monate auf kleinen Bauernhöfen in Niedersachsen. Als der Bauer ihrer letzten Arbeitsstelle immer häufiger mit der Hakenkreuzbinde herumlief und Theodor Lessing ermordet worden war, kehrte sie mit ihrer Gruppe nach Berlin zurück und hat dort „etwas kochen gelernt in der Massenküche“. Danach verkaufte sie für eine jüdische Buchhandlung Bücher bei Veranstaltungen des Jüdischen Kulturbundes. Im Januar 1934 wanderte sie mit einer Gruppe etwa zwanzig Personen nach Palästina aus. Sie durchlief die damals übliche Ausbildung.

„Man wurde in einen anderen Kibbuz, der schon jahrelang bestand, geschickt, um zu lernen, was ein Kibbuz war, wie das Kibbuzleben organisiert wurde, wie die
kulturelle Arbeit aussah, wie die körperliche Arbeit vor sich ging. Nachdem man dort für ein paar Monate war, ging man in eines von den Zentren der Zitrusplantagen, um dort als Lohnarbeiter zu arbeiten. In der gleichen Art waren wir auch auf dem Bau, beim Brunnenbohren und beim Straßenbau. Die Absicht dabei war, daß wir uns an das Land, an die Sprache, an das Klima und an die schwere körperliche Arbeit gewöhnen sollten. Ich wußte schon in Deutschland – ich weiß selbst nicht, warum –, daß ich Obstbäume ziehen wollte, und ich hab das auch 30 Jahre lang gemacht. Das hat mich gereizt, und ich muß sagen, ich habe keine Minute davon bereut, denn das ist eine produktive Arbeit, bei der man sieht, was man gemacht hat.“

Ursel Genossar gehörte zunächst zu denen, die noch in Hadera geblieben waren, weil sie dort Geld verdienen konnten. Sie war da bereits mit Schaul Genossar verheiratet, und die Schilderung ihrer Hochzeit ist mit am besten geeignet, einen Einblick in die Mentalität dieser sich selber als Pioniere fühlenden Menschen zu vermitteln.

„Schaul und ich gehörten zu den ersten, die in Hasorea geheiratet haben. Die Hochzeit wurde natürlich nach der Arbeit gefeiert, denn man konnte doch nicht deswegen einen Arbeitstag verlieren und die Einnahmen, die von der Außenarbeit kamen. Nach der Arbeit zogen wir unsere besten Sachen an und gingen zum Rabbiner in Hadera, wo wir damals lebten. Wir fuhren auf einem ganz gewöhnlichen Leiterwagen mit zwei Pferden bespannt zu dem Rabbiner und mußten – das gehörte mit zu der
Zeremonie – eine Flasche Wein mitbringen. Da dies etwas sehr Kostbares war, hatte einer der Trauzeugen die Flasche in seinen Händen. Wir bekamen davon zu trinken, das gehört auch zur Zeremonie. Wenn man ein anständiger Mensch ist, dann läßt man dem Rabbiner oder seinem Heifer den Wein zu seinem Vergnügen da. Wir wußten das damals aber nicht und nahmen den Wein wieder mit nach Hause. Die haben uns das bestimmt sehr übelgenommen. Zu Hause hatten wir eine nette Feier, die damals noch auf deutsch vor sich ging. […] Ich kann mich noch daran erinnern, daß es eine nette Feier war und daß wir uns sehr wohl dabei gefühlt haben, obwohl wahrscheinlich alles sehr bescheiden war. Die guten Sachen, die man bei einem solchen Fest verspeist, stammten zum großen Teil aus Paketen, die uns unsere Eltern aus Deutschland damals noch schickten. Sie wurden gesammelt und aufgehoben für diese feierliche Gelegenheit.“

Mit dem Ausbruch des arabischen Aufstands übersiedelte dann auch Ursel Genossar nach HaSoreʿa. Sie arbeitete dort in den Obstplantagen, in der Schneiderei und in der Kibbuzbibliothek und hat in ihren Interviewbeiträgen mit am eindringlichsten die Anfänge des Kibbuzlebens in HaSoreʿa geschildert. Trotz aller Widrigkeiten, von denen sie berichtete, ist sie aber auch stolz auf die Aufbauleistungen und greift dazu auf das Ideal der Umschichtung zurück.

„Ich würde aber sagen, es war für uns schon eine sehr wichtige und produktive Zeit. Es ist doch wirklich einmalig in unserer Geschichte, daß Juden wirklich zu produktiver Arbeit zurückgefunden haben. Und den Boden zu bearbeiten und zu sehen, daß auf einmal eine Obstpflanzung und ein Weingarten entstehen, daß Bäume hier wachsen, daß man einen Wald angepflanzt hat, wo vorher kahle Berge waren, daß man eine Landschaft geschaffen hat, die vorher nicht da war, das ist eigentlich ein Erlebnis, von dem ich heute noch rückblickend sagen würde, daß es ein Geschenk war, das einmalig ist. Unsere Kinder sind doch schon hier in diese Landschaft hineingeboren und haben dem nichts mehr hinzuzufügen, aber wir haben etwas geschaffen, wo vorher nichts war, und das hat uns sehr viel Befriedigung gegeben.“

Ursel Neumarks Vater starb 1941 in Berlin, ihre Mutter wurde 1942 zusammen mit dem 86-jährigen Großvater ins Vernichtungslager Riga geschickt.

### Ilse Meyerhof
Ilse Meyerhof (geborene Rothkugel, * 1914 in Berlin) stammte aus einer gutbürgerlichen Berliner Familie. Ihre Mutter Irma (geborene Cohn, * 3. Februar 1899) war die Tochter eines Kaufmanns und Teilhabers einer angesehenen Textilfirma. Sie „ist verheiratet mit dem zunächst als Richter, später bis 1935 als Anwalt tätigen Juristen Dr. Leon Rothkugel, geb. 1883. Aus dieser Ehe, die später geschieden wurde. gehen drei Kinder hervor: Ilse, geb. 1914, später verheiratet mit Ludwig (Esra) Meyerhof, Paul, Geburtsdatum nicht bekannt, und Hans Hugo, geb. 1922.“ Ilse Rothkugel besuchte das Realgymnasium an der Chamisso-Schule in Berlin-Schöneberg und wuchs tief verwurzelt in der deutschen Kultur ohne Bezug zum Judentum auf. Ostjuden waren in ihrer Lebenswelt fremdartige Wesen.
Nach einer anfänglichen Begegnung mit der anthroposophischen Bewegung fand sie zur jüdischen Jugendbewegung und war seit 1930 zuerst bei den Kameraden, dann bei den Werkleuten aktiv. Als Vorbereitung auf den Beruf der Bibliothekarin absolvierte sie eine Lehre in einer jüdischen Buchhandlung. Im Anschluss daran bereitete sie sich auf einem Bauernhof in Oberschlesien auf ihre Auswanderung nach Palästina vor und arbeitete von 1936 bis 1938 für die Reichsvertretung der Deutschen Juden. Im Herbst 1938 wandert sie nach Palästina aus.
Ilse Rothkugel, die kein Jiddisch konnte, erlebte nach ihrer Ankunft in Palästina viele Ressentiments seitens der schon länger im Land lebenden Juden, begeisterte sich aber schnell für die Kibbuz-Bewegung. „Sie heiratet in Palästina Ludwig (Esra) Meyerhof und lebt im Kibbuz Hazorea am Fuß des Karmel. Bruder Paul beantragt die Auswanderung per Visum nach Südamerika, verlässt aber das Schiff in Haifa, um in Palästina zu bleiben. Er wird Zeitschriften-Großhändler, stirbt jedoch 1940 bei einem Badeunfall. Hans Hugo erhält als Jugendlicher ein Musik-Stipendium, kann das Studium in Jerusalem fortsetzen und wird in den USA unter dem Künstlernamen John Ron ein bedeutender Pianist.“ Die Eltern und fast sämtliche Verwandten wurden in den Osten verschickt und dort ermordet.

### Ernst Nehab
Ernst Nehab (Meir Nehab, geboren 18. November 1911 in Posen) gehörte zusammen mit Rudi Baer und Schaul Ginsberg (Genossar) zu der Vorhut der Werkleute, die Ende 1933 nach Palästina aufbrach, um dort die Bedingungen für eine Kibbuzgründung zu erkunden. Ernst und seine Geschwister, die Zwillinge Ruth (* 2. November 1914) und Walter (* 3. November 1914), und Lisa (* 26. November 1918) waren die Kinder eines Rechtsanwalts, der nach dem Versailler Vertrag 1920 mit seiner Familie nach Frankfurt (Oder) übersiedelte, da das zuvor preußische Posen Polen zugeschlagen wurde. Vom 19. Oktober 1920 an besuchte Ernst das Realgymnasiums (heute: Städtisches Gymnasium I „Karl-Liebknecht“), wo er seine an der Städtischen Mittelschule in Posen begonnene Schulbildung fortsetzte. Im April 1929 beendete Ernst Nehab das Realgymnasium und studierte in den Folgejahren Medizin in Frankfurt am Main, in Freiburg und schließlich von Oktober 1930 bis Mai 1933 an der Friedrich-Wilhelms-Universität in Berlin.
Ernst Nehab war seit 1923 Mitglied bei den Kameraden, und er und alle seine Geschwister sollen sich spätestens um 1933 am jüdischen Jugendbund Werkleute beteiligt und über eine Auswanderung nach Palästina diskutiert haben. Ernst brach nach neun Semestern sein Medizinstudium ab und entschied sich für die Ausreise. „Obwohl der Vater das bedauerte, gab er dem Sohn das zur Erlangung eines sog. Kapitalisten-Zertifikats notwendige Geld. Für sog. ‚Kapitalistenzertifikate‘ waren erhebliche Mittel nötig, die Leo und Gertrud Nehab durch die Aufnahme von Hypotheken auf ihr Haus Grüner Weg 4 beschafften. Als ihr Sohn Ernst schon in Palästina war, erreichte ihn eine Nachricht der Friedrich-Wilhelms-Universität Berlin (heute Humboldt-Universität zu Berlin). Seine Universität teilte ihm am 11. Nov. 1933 mit, dass er von der Universität relegiert worden war, da er sich ‚in antinationalem Sinne betätigt habe‘.“
Die gesamte Familie Nehab konnte sich retten. Erst folgten die Geschwister ihrem Bruder Ernst nach Palästina, und Ende Januar 1939 reisten auch die Eltern von Frankfurt aus über Genua nach Palästina. Mit Hilfe ihrer Kinder bauten sie sich in Herzlia eine neue Existenzgrundlage auf. 1952/1953 übersiedelten sie nach HaSoreʿa wo Ernst und zwei weitere Geschwister lebten.

### Hanna Oppenheimer
Hanna Oppenheimer wurde 1916 als Hanna Cohen in Dresden geboren. Als Jugendliche wird sie Kommunistin, schloss sich aber auch den Werkleuten an.
Hannas Eltern drängen sie zur Flucht nach Palästina. So kommt sie 1937 in Haifa an und schließt sich den Gründerinnen und Gründern von HaSoreʿa an. 2011, dem Jahr, in dem Der Spiegel über sie berichtete, lebte sie dort noch immer, inzwischen 94 Jahre alt.
Hanna war verheiratet mit Shimon Oppenheimer, einem weiteren Angehörigen der Gründergeneration von HaSoreʿa. Auch dessen jüngerer Bruder Yohanan kam mit der Jugendalijah nach Palästina und schloss sich nach einer Ausbildung bei Sarid dem Kibbuz Hazorea an.
2011 wurde sie für den Dokumentarfilm Das lebenswichtige Bindeglied: Die Geschichte von Wilfrid Israel interviewt und gefilmt, in dem sie über ihre Erfahrungen der früheren Tagen von Kibbutz Hazorea erzählte.

### Arnon Tamir
Arnon Tamir wurde 1917 in Stuttgart als Arnold Siegfried Fischmann geboren.
Seine Mutter stammte aus einer wohlhabenden jüdischen Familie aus dem Rheinland, sein Vater kam aus dem seit 1918 polnischen Galizien und hatte es als Ostjude vom Tabakarbeiter zum Zigarettenfabrikanten gebracht. Sie konnten zusammen mit ihrer Tochter ebenfalls nach Palästina auswandern.
Fischmann verließ 1933 noch vor dem Abschluss der Reifeprüfung das Gymnasium und begann eine Gärtnerlehre in einem Stuttgarter Vorort. Nach einem Jahr musste er die Ausbildung abbrechen und arbeitete von nun an auf dem Bau. In dieser Zeit war er bereits bei den Werkleuten aktiv.
1938 wurde Fischmann im Zuge der Polenaktion nach Polen deportiert. Von dort aus gelang ihm die illegale Einwanderung nach Palästina, wo er Mitglied im Kibbuz HaSoreʿa wurde. Er nahm den Namen Arnon Tamir an, heiratete und wurde Vater von zwei Söhnen.
Tamir leitete in den Aufbaujahren des Kibbuz dessen Bauabteilung und kämpfte im Unabhängigkeitskrieg in der Hagana und gehörte nach der Staatsgründung der israelischen Armee an.
Zu Beginn der 1950er Jahre begann Tamir als freier Regisseur zu arbeiten und war Mitbegründer, künstlerischer Leiter und Regisseur der Kibbuz Theater Company. Er arbeitete für den israelischen Rundfunk und das Fernsehen und drehte unter anderem auch Dokumentarfilme über die Kibbuz-Bewegung. Seit 1982 engagierte er sich für das Offene Kanäle und das Bürgerfernsehen.
1959 reiste Arnon Tamir erstmals wieder in seine Heimatstadt Stuttgart. Diese Reise ist Gegenstand von Tamirs Buch Eine Reise zurück und ebenso seine Erinnerungen an seine Jahre in Deutschland.

„Das Buch aber handelt von der umgekehrten Reise. Da fliegt ein Israeli aus dem Land seiner Väter ins Land seines Vaters. Ein sogenannter Jecke besucht Ende der fünfziger Jahre das Wirtschaftswunderland, wo er Wiedergutmachungsansprüche für erlittenes Unrecht regeln will, und landet zugleich in seinen diversen Vergangenheiten. […]
Die Reise des Arnon Tamir aus dem Kibbuz Hasorea im Jesreel-Tal zurück in den stinkenden Talkessel Stuttgart erwies sich nämlich zugleich als eine grüblerische Reise in die Vergangenheit des Staates Israel, in die Zeit des Unabhängigkeitskrieges 1948/49. […]
Und weil er beides ist, ein gründlicher Deutscher und ein grüblerischer Jude, beknirscht Tamir sein Gewissen mit der Frage, ob er selbst nicht auch unrecht tat. Während er Wiedergutmachung für seine Vertreibung, materielle Entschädigung für materiellen Schaden einfordert, geistern ihm die arabischen Gespenster von 1948 durchs Gemüt.“

## Besucher und Gäste HaSoreʿas
- 1953 lebten für eine kurze Zeit Carol Chomsky und Noam Chomsky in HaSoreʿa.[77]
- 1977/1978 lebte Gunnar Heinsohn in HaSoreʿa für Recherchen zu seinem Buch Das Kibbutz-Modell.[78]
- Auch Wolf Biermann war da und setzt HaSoreʿa in seiner Rezension von Arnon Tamirs Buch Eine Reise zurück auf seine Weise ein literarisches Denkmal:
„Der Kommunismus, das große Tierexperiment am lebendigen Menschen, ist gescheitert. Der Kibbuz HaSoreʿa, in dem Arnon Tamir seit über 50 Jahren lebt, ist eine der funktionierenden kommunistischen Inselchen, auf denen ein Beweis erbracht wurde, der fürs Festland leider gar nichts beweist.
Das Paradies auf Erden, wo der Löwe Gras frißt und der leitende Ingenieur nicht wohlhabender ist als der Hilfsarbeiter, wo die Kinder nicht vor der Glotze verkümmern und die Jugendlichen nicht an der Nadel hängen, wo die Alten weder in die Armut noch in die Einsamkeit gestoßen werden – ich hab das Musterbeispiel HaSoreʿa mit eignen Augen gesehn: it works! Und ich möchte – Pardon – so nicht leben.
Aber ich will wissen, was ein Mensch zu berichten hat, der wirklich den Traum der Commune im israelischen Kleinstformat lebt, ein tätiges Leben, wie es der Büchermensch Marx sich im Studierzimmer zurechtphantasierte: zugleich als Bauer und bewaffneter Kämpfer, als Maurer und Filmemacher, als Geschirrwäscher und Architekt, als Familienvater und Schriftsteller.“[79]

## Film
- Hazorea Official Trailer (2009)
- Auf Youtube gibt es mehrere Filme, die Einblicke in den Alltag von HaSoreʿa (Hazorea) geben. Drei der nachfolgenden vermitteln einen (stark idealisierten) Eindruck vom Kibbuzleben im Jahre 1949 (die Filme sind nur mit Musik unterlegt):
  - Hazorea 1949, Part 1
  - Hazorea 1949, Part 2
  - Hazorea 1949, Part 3
- Wilfrid Israel – The Savior from Berlin. Bei diesem Film (Hebräisch mit englischen Untertiteln) handelt es sich um die etwa fünfminütige Kurzfassung eines 30-minütigen Dokumentarfilms über das Leben von Wilfrid Israel, der für das Wilfrid-Israel-Museum gedreht wurde.
- Hazorea – Ein Kibbutz im Norden Israels. Ein Dokumentarfilm von Ulrike Pfaff aus dem Jahre 2009.

## Wilfrid-Israel-Film

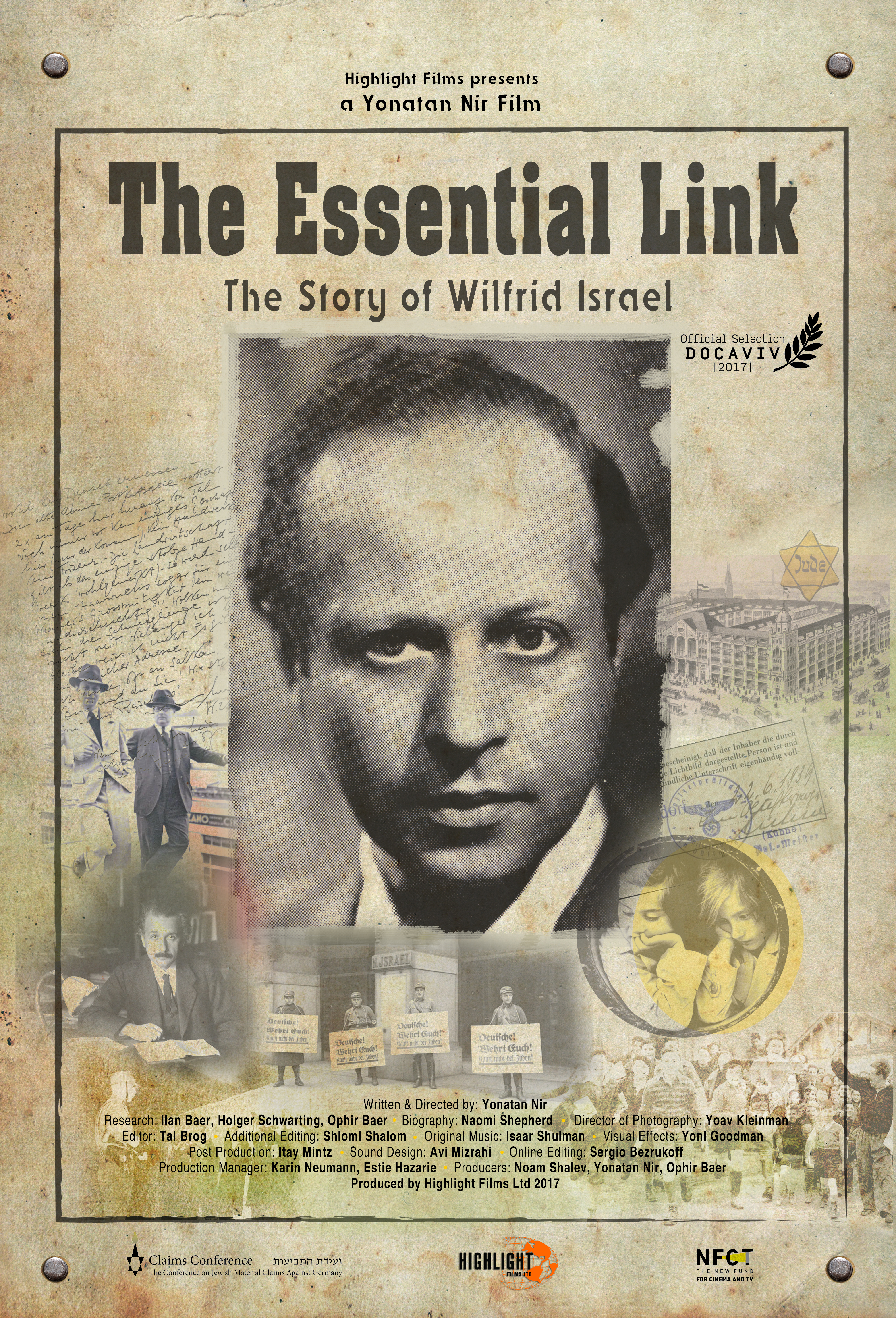
Poster zum Dokumentarfilm von 2017

Ein Film des preisgekrönten Regisseurs Yonatan Nir und des Produzenten Noʿam Shalev hatte am 1. November 2016 in Israel Premiere. Der Film Das lebenswichtige Bindeglied: Die Geschichte von Wilfrid Israel (englischer Originaltitel: „The Essential Link: The Story of Wilfrid Israel“) ist inspiriert von der Biographie der Historikerin Naomi Shepherd. Er erzählt die Geschichte von Wilfrid Israels lebensrettenden Unternehmungen, seinen Verbindungen zu den Begründern des Kibbutz HaZore'a und konzentriert sich vor allem auf die letzten zehn Jahre seines Lebens. Die Internetseite des Films Das lebenswichtige Bindeglied: Die Geschichte von Wilfrid Israel stellt mehr Informationen über die Person und den Film bereit und beinhaltet einen Link zur Filmvorschau.